# 30. Mai
Der 30. Mai ist der 150. Tag des gregorianischen Kalenders (der 151. in Schaltjahren), somit bleiben 215 Tage bis zum Jahresende.

## Ereignisse

### Politik und Weltgeschehen
- 0702: K’inich K’an Joy Chitam II. besteigt nach dem Tod seines Bruders K’inich Kan Bahlam II. den Thron der Maya-Stadt Palenque.

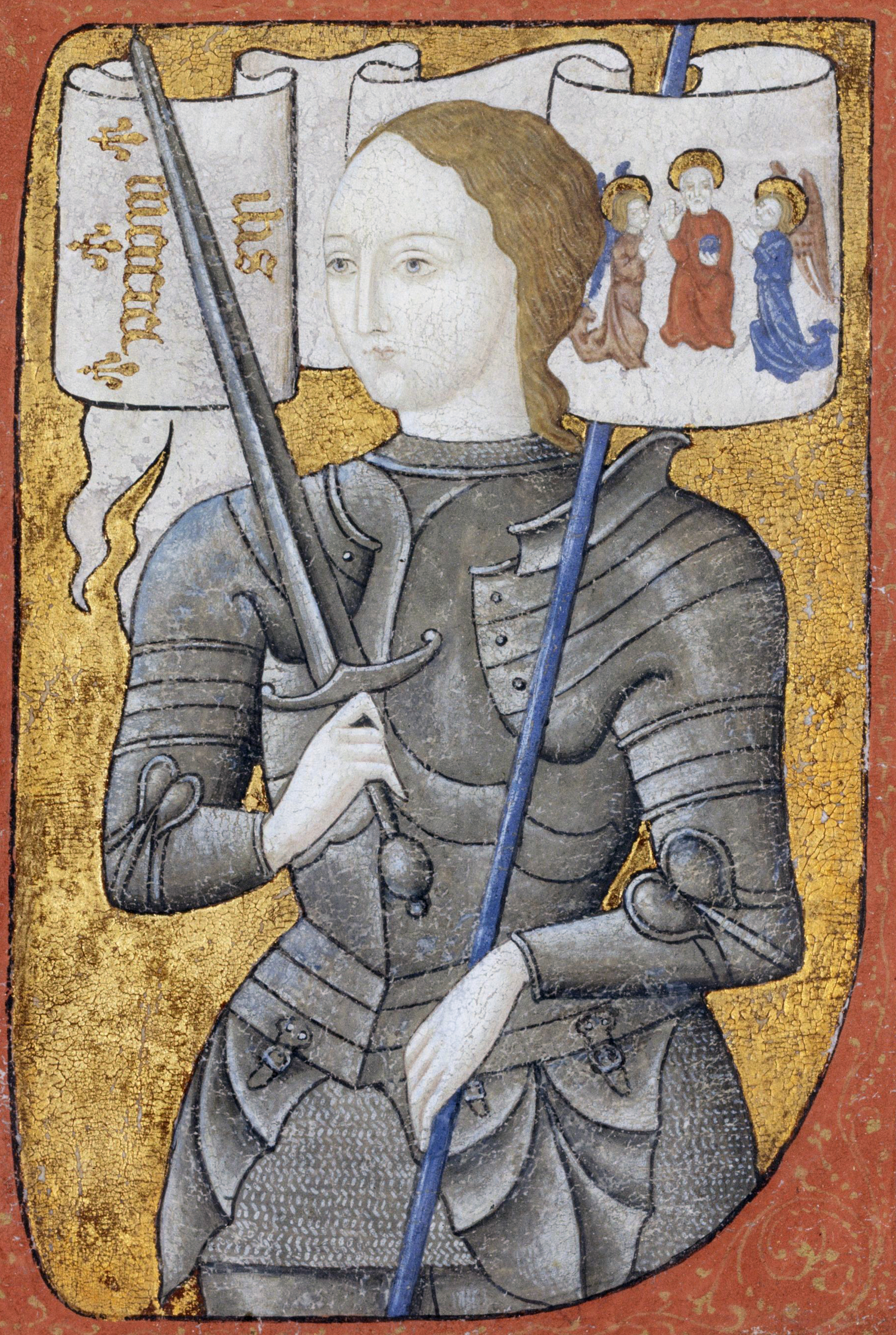
1431: Jeanne d’Arc

- 1431: Jeanne d’Arc wird in Rouen auf dem Scheiterhaufen verbrannt.
- 1434: Mit der Schlacht bei Lipan enden die Hussitenkriege. Die radikaleren Taboriten unterliegen den Truppen der Utraquisten und Katholiken in Böhmen.
- 1563: Der schwedische Admiral Jakob Bagge vernichtet in der Seeschlacht vor Bornholm ein dänisches Geschwader; mit diesem Gefecht beginnt der Dreikronenkrieg.
- 1574: Der polnische König Heinrich von Valois wechselt nach dem Tod seines Bruders Karl IX. als Heinrich III. auf den Thron von Frankreich.
- 1635: Der Prager Frieden beendet im Dreißigjährigen Krieg den Kampf zwischen Kaiser Ferdinand II. und den Reichsständen mit Ausnahme Bernhards von Sachsen-Weimar und des Landgrafen Wilhelm V. von Hessen-Kassel. Im Reich zieht dennoch kein Friede ein, weil Frankreich und Schweden den Kaiser machtpolitisch weiter bekämpfen.
- 1784: Der Friedensschluss in Paris beendet den Englisch-Niederländischen Krieg von 1780 bis 1784. Es war der vierte der Englisch-Niederländischen Seekriege.
- 1813: Französische Truppen unter dem Befehl von Louis-Nicolas Davout erobern die von den Russen unter Friedrich Karl von Tettenborn seit dem 18. März gehaltene Stadt Hamburg zurück. Die zweite Hamburger Franzosenzeit dauert bis zum 29. Mai 1814.
- 1814: Friedensverträge von Paris zwischen Frankreich auf der einen Seite und Großbritannien, Österreich, Preußen und Russland auf der anderen Seite beenden die Befreiungskriege.

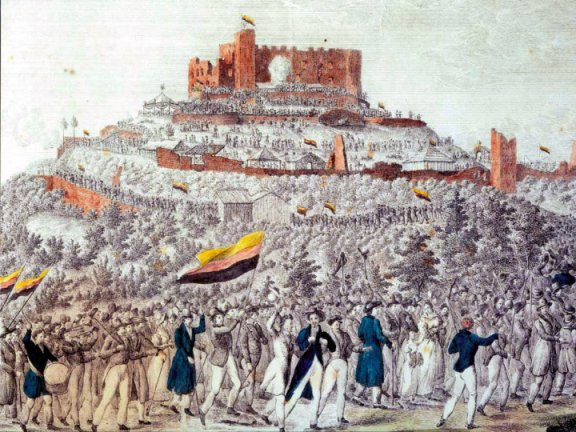
1832: Das Hambacher Fest

- 1832: Das Hambacher Fest, das als Höhepunkt frühliberaler Opposition in Restauration und Vormärz gilt, endet auf dem Hambacher Schloss.
- 1848: Während der Italienischen Unabhängigkeitskriege setzt sich in der Schlacht von Goito das Heer Piemont-Sardiniens unter König Karl Albert gegen die österreichischen Truppen unter dem Befehl von Feldmarschall Radetzky durch.
- 1849: Nach der Ablehnung der Kaiserdeputation durch König Friedrich Wilhelm IV. und dem Abzug eines großen Teils der Abgeordneten beschließt die Frankfurter Nationalversammlung auf Einladung von Friedrich Römer die Übersiedlung nach Stuttgart. Das deutsche Rumpfparlament tagt nur vom 6. bis zum 18. Juni in der württembergischen Hauptstadt.
- 1849: Preußen führt das Dreiklassenwahlrecht ein.

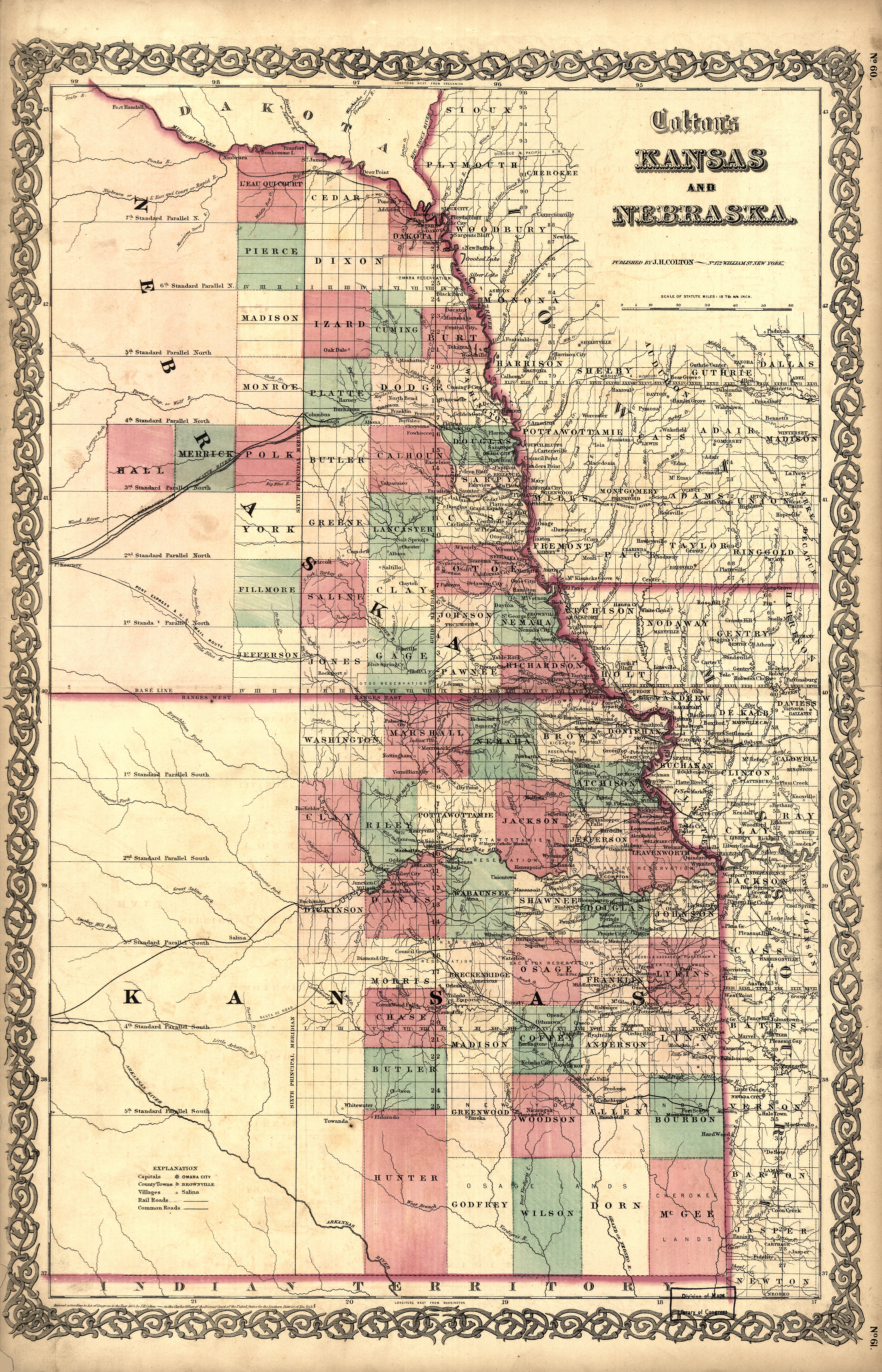
1854: Karte von Kansas und Nebraska

- 1854: Mit der Unterzeichnung durch US-Präsident Franklin Pierce tritt der Kansas-Nebraska Act in Kraft, mit dem das Kansas-Territorium und das Nebraska-Territorium als Territorien der Vereinigten Staaten gegründet werden. Gleichzeitig wird ein Teil des Missouri-Kompromisses aufgehoben, der die Sklaverei nördlich des 36. Breitengrades verboten hat.
- 1876: Murad V. wird Sultan des Osmanischen Reiches. Drei Monate später wird er durch seinen Bruder Abdülhamid II. ersetzt.
- 1876: Der russische Zar Alexander II. unterzeichnet den Emser Erlass im Vier-Türme-Haus in Bad Ems. Er verbietet den öffentlichen Gebrauch der ukrainischen Sprache im Russischen Kaiserreich.
- 1913: Die 1912 von Albanien proklamierte Unabhängigkeit vom Osmanischen Reich wird mit der Unterzeichnung des Londoner Vertrags auf der durch die europäischen Großmächte (Großbritannien, Frankreich, Deutschland, Russland, Österreich-Ungarn und Italien) vermittelten Londoner Botschafterkonferenz anerkannt und beendet den Ersten Balkankrieg. Dabei werden auch die Grenzen des neuen Staates festgelegt.
- 1925: Die Bewegung des 30. Mai löst eine nationale Revolution in China aus.
- 1926: Nach dem Putsch vom 28. Mai treten der portugiesische Ministerpräsident António Maria da Silva und seine letzte freigewählte Regierung zurück. Damit endet die Erste Republik.
- 1942: 1.000 Bomber der Royal Air Force greifen die Stadt Köln an.
- 1949: Bei einer Gegenstimme nimmt der Dritte Deutsche Volkskongress die erste Verfassung der Deutschen Demokratischen Republik an. Der Entwurf war vom Deutschen Volksrat einstimmig gebilligt und den Delegierten überwiesen worden. Das Gesetz tritt am 7. Oktober in Kraft.
- 1961: In der Dominikanischen Republik wird Diktator Rafael Leónidas Trujillo Molina von Verschwörern getötet, als er bei Santo Domingo in einen Hinterhalt gerät.

1967: Biafra

- 1967: Im Südosten Nigerias wird die unabhängige Republik Biafra ausgerufen.
- 1968: Die Leipziger Universitätskirche (Paulinerkirche) wird gesprengt. Im Zusammenhang damit kommt es zu der zwischen dem Aufstand vom 17. Juni 1953 und dem Herbst 1989 größten Protestaktion der ostdeutschen Bevölkerung gegen das DDR-Regime.

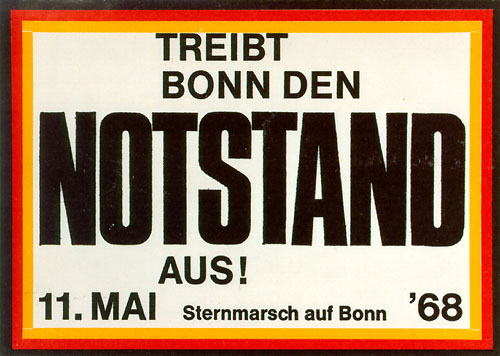
1968: Protest gegen die Notstandsgesetze

- 1968: Der Deutsche Bundestag verabschiedet gegen den Widerstand der außerparlamentarischen Opposition die Notstandsgesetze.
- 1980: Aus einer Demonstration Jugendlicher vor dem Opernhaus Zürich entwickeln sich die Opernhauskrawalle.
- 1981: In Bangladesch wird Premierminister Ziaur Rahman, der Nachfolger von Mujibur Rahman, ermordet.
- 1999: Der Luftangriff auf die Brücke bei Varvarin während des Kosovo-Kriegs fordert zahlreiche zivile Opfer und wird Anlass eines Musterprozesses.
- 2002: Der bisherige stellvertretende Regierungschef Nikolai Tanajew wird neuer Ministerpräsident in Kirgisistan.
- 2005: Die CDU/CSU benennt mit Angela Merkel erstmals eine Frau als Kandidatin für das Amt des Bundeskanzlers zum 16. Deutschen Bundestag.

2012: Charles Taylor

- 2012: Der wegen Kriegsverbrechen schuldig gesprochene frühere Präsident Liberias, Charles Taylor, wird vom Sondergerichtshof für Sierra Leone zu 50 Jahren Haft verurteilt.
- 2024: Im Strafverfahren The People of the State of New York v. Donald J. Trump wird erstmals in der Geschichte der Vereinigten Staaten ein ehemaliger Präsident einer Straftat für schuldig befunden.

### Wirtschaft
- 1631: Der königliche Leibarzt Théophraste Renaudot gibt die erste französische Zeitung La Gazette heraus. Das wöchentlich erscheinende Blatt gibt es bis zum Jahr 1915, ab 1762 unter dem Titel Gazette de France.
- 1814: Im Pariser Friedensvertrag wird unter anderem in Artikel 5 die Freiheit der Schifffahrt auf dem Rhein für jedermann geregelt.
- 1991: Die finnische Suomen Pankki bindet die Finnische Mark an das Europäische Währungssystem.
- 1995: Bulgarien schließt ein Abkommen mit dem IWF über finanzielle Hilfe, um seinen Staatsbankrott zu verhindern.

### Wissenschaft und Technik

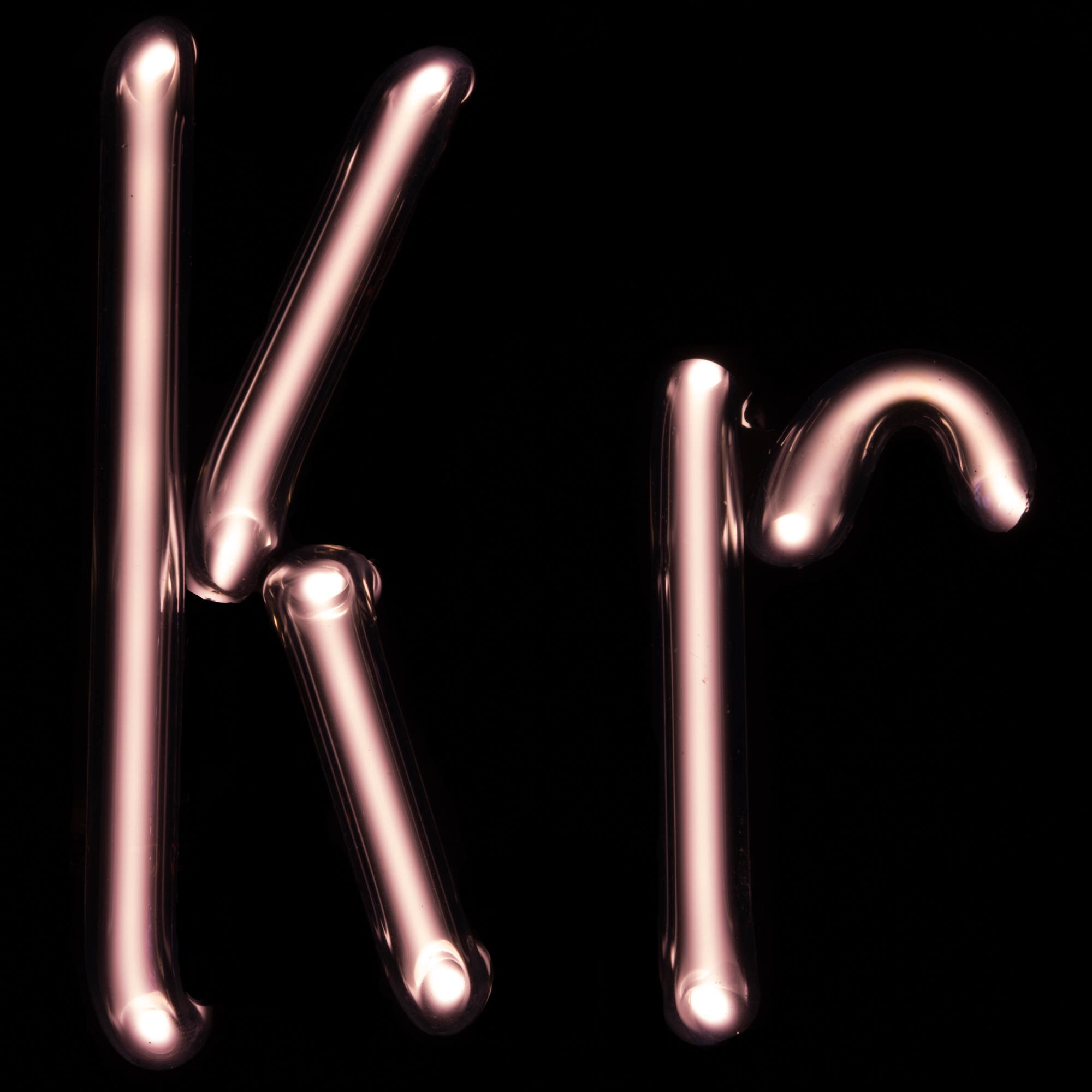
1898: Krypton in einer mit seinem Symbol gebildeten Röhre

- 1898: William Ramsay und Morris William Travers finden im „Rückstand“ verdampfter flüssiger Luft Krypton, eines der Edelgase.
- 1966: Die erste US-Raumsonde der Surveyor-Serie, Surveyor 1, beginnt ihren Flug zum Mond, wo sie drei Tage später im Oceanus Procellarum weich landet und Bilder liefert.
- 1971: Die NASA-Raumsonde Mariner 9 startet zum Planeten Mars.

1975: Logo der ESA

- 1975: Die Europäische Weltraumorganisation (ESA) wird gegründet.
- 2020: Erster bemannter Raumflug eines privaten Raumfahrtunternehmens: SpaceX schickt Robert L. Behnken und Douglas G. Hurley mit einer Dragon 2 Kapsel im Rahmen der SpX-DM2 zur ISS.

### Kultur
- 1723: Mit der Aufführung seiner Kantate Die Elenden sollen essen in der Nikolaikirche tritt Johann Sebastian Bach seinen Dienst als Thomaskantor in Leipzig an.
- 1770: Die Uraufführung der Oper Armida abbandonata (Die verlassene Armida) von Niccolò Jommelli erfolgt am Teatro San Carlo in Neapel.

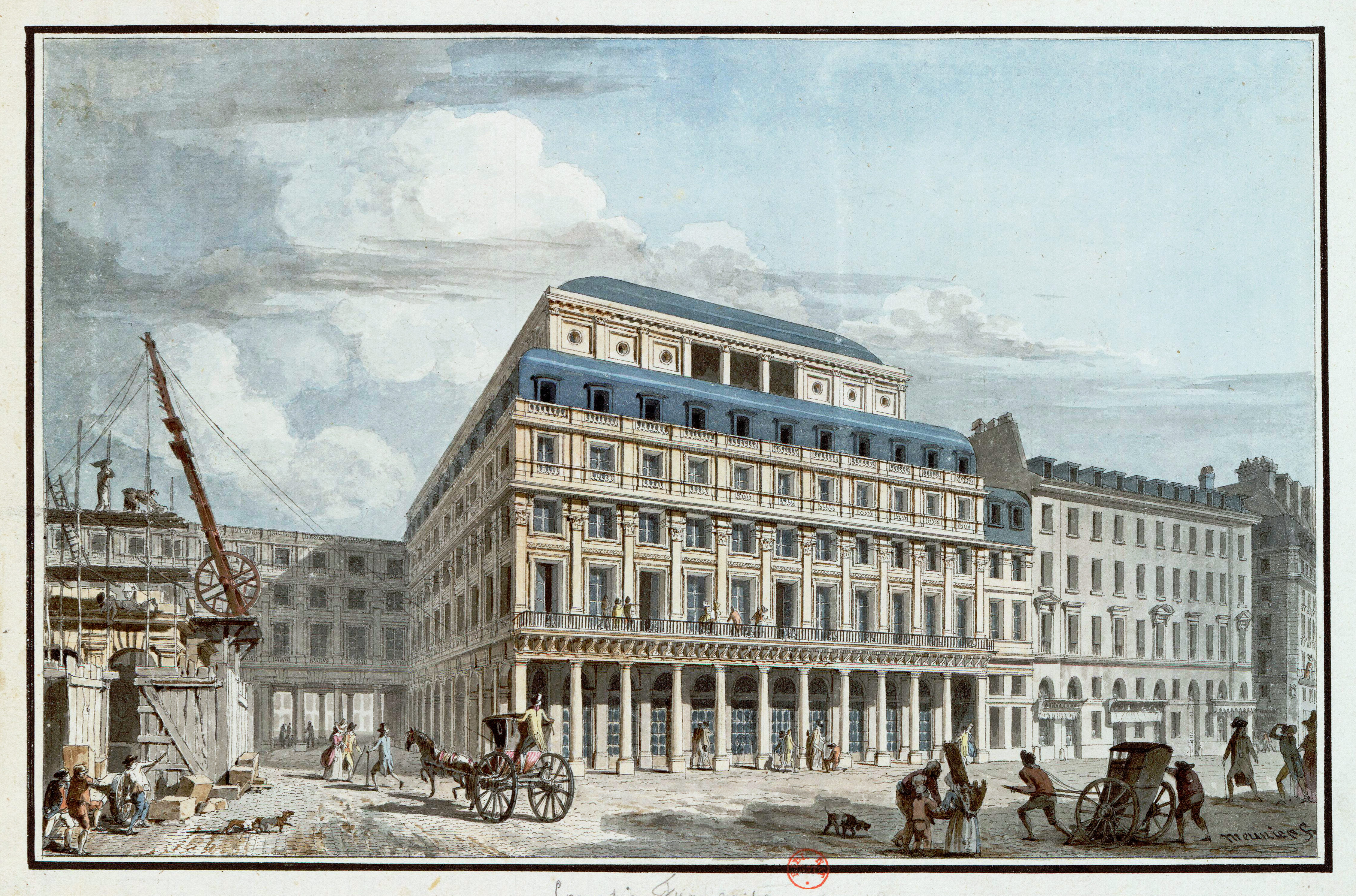
1799: Comédie-Française (Salle Richelieu)

- 1799: Nach mehr als fünf Jahren Spielverbot während der Französischen Revolution darf das wiedervereinigte Ensemble der Comédie-Française im Richelieu-Saal in Paris wieder Vorstellungen geben.
- 1818: Die Uraufführung der Oper Die Rosenmädchen von Peter Joseph von Lindpaintner findet am Theater an der Wien bei Wien statt.
- 1826: Die erste Version der Oper Bianca e Fernando von Vincenzo Bellini hat ihre Uraufführung in Anwesenheit von Gaetano Donizetti am Teatro San Carlo in Neapel und wird positiv aufgenommen. Das Libretto der ersten Fassung stammt von Domenico Gilardoni. Es singen u. a. Henriette Méric-Lalande, Giovanni Battista Rubini und Luigi Lablache.

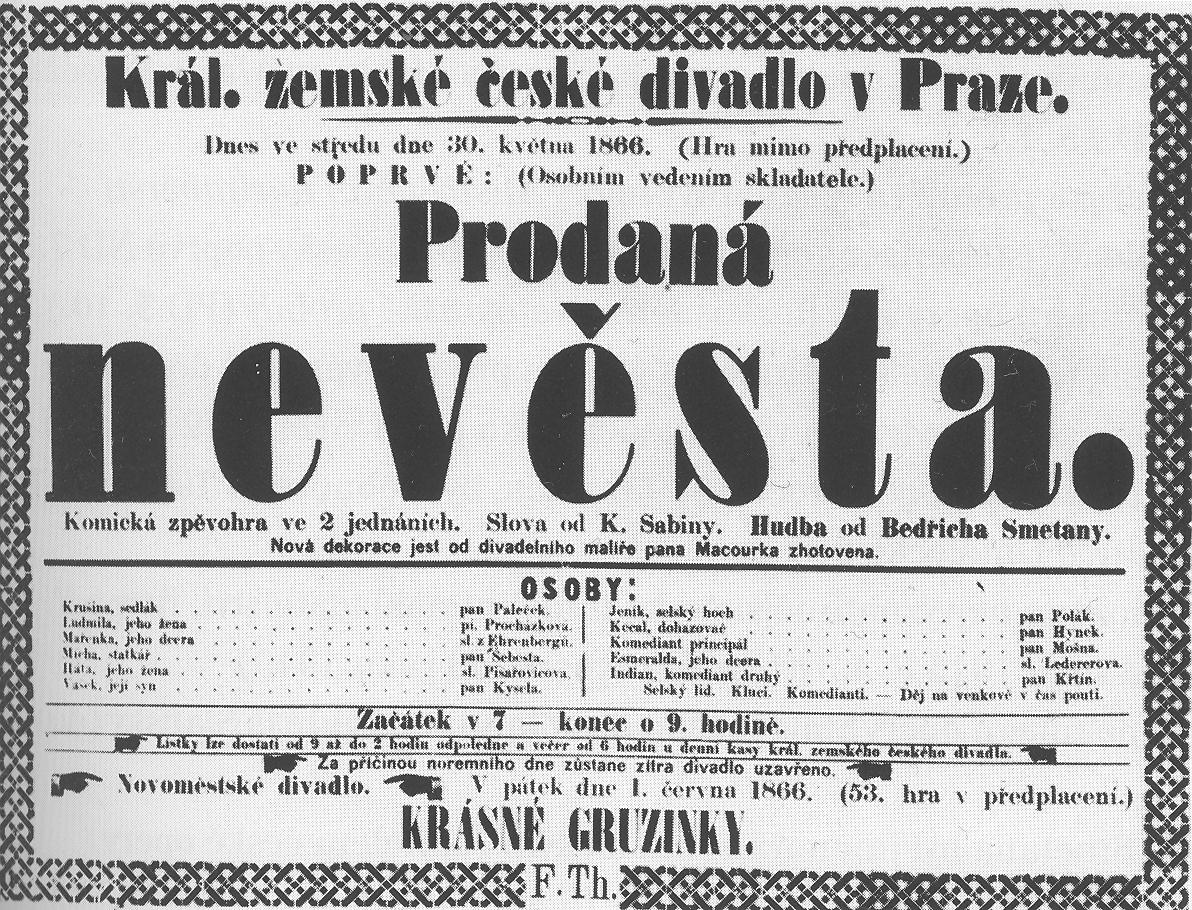
1866: Prodaná nevěsta, Poster der Uraufführung

- 1866: Die komische Oper Prodaná nevěsta (Die verkaufte Braut) von Bedřich Smetana auf ein Libretto von Karel Sabina hat ihre Uraufführung am České Prozatímní Divadlo in Prag.
- 1931: Die Uraufführung der Operette La Belle de Moudon von Arthur Honegger erfolgt am Théâtre du Jorat in Mézières.
- 1962: Anlässlich der Einweihung der neuen Coventry Cathedral wird Benjamin Brittens War Requiem uraufgeführt.

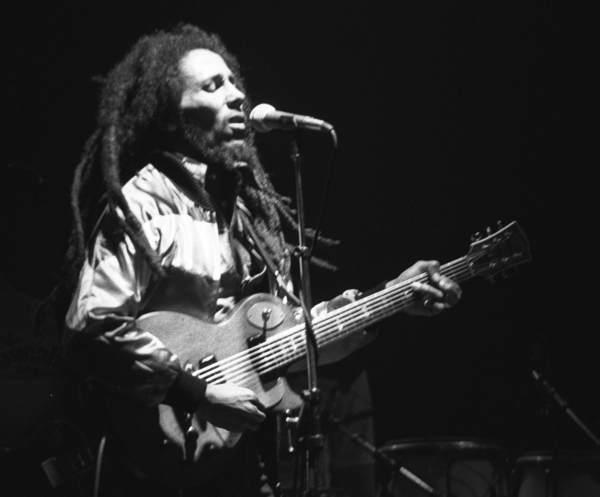
1980: Bob Marley in Zürich

- 1980: Bob Marley gibt im Hallenstadion in Zürich sein einziges Konzert in der Schweiz. Unmittelbar danach beginnen die Opernhauskrawalle.
- 1992: Der deutsch-französische Fernsehsender Arte nimmt den Sendebetrieb auf.
- 2003: In den Vereinigten Staaten startet der abendfüllende Animationsfilm Findet Nemo aus den Pixar Animation Studios in den Kinos.

### Gesellschaft

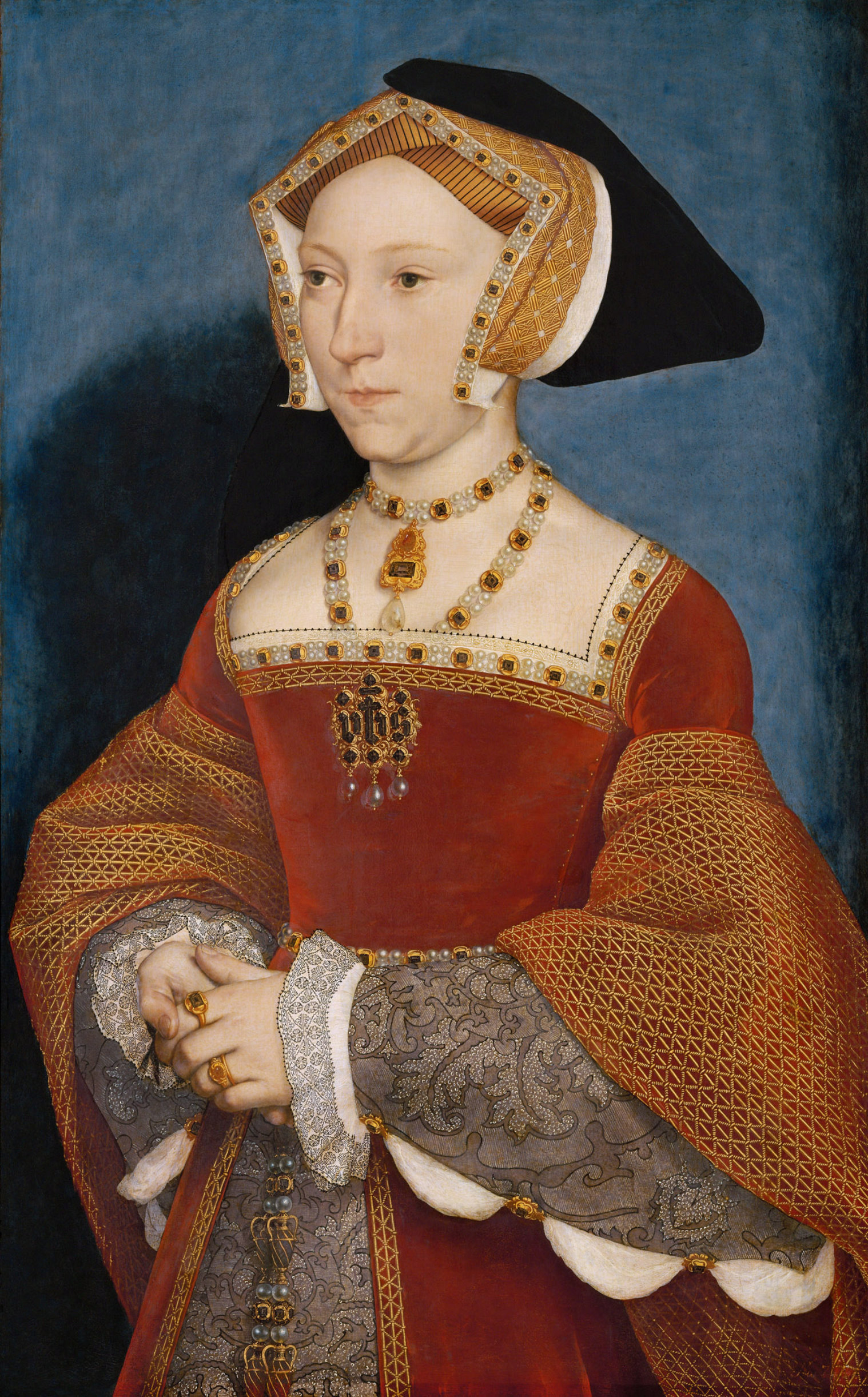
1536: Jane Seymour

- 1536: Englands König Heinrich VIII. vermählt sich elf Tage nach der Hinrichtung Anne Boleyns mit Jane Seymour; sie ist seine dritte Ehefrau.
- 1806: In einem Duell tötet der spätere US-Präsident Andrew Jackson den regional bekannten Duellschützen Charles Dickinson, der Jacksons Frau verleumdet hat. Die nahe dem Herzen liegende Kugel Dickinsons bleibt lebenslang in Jacksons Körper.
- 1868: Bei der letzten öffentlichen Hinrichtung in Wien wird der Raubmörder Georg Ratkay gehängt. Eine für die Zuschauer errichtete Tribüne stürzt bei der volksfestähnlichen Veranstaltung ein.

### Religion

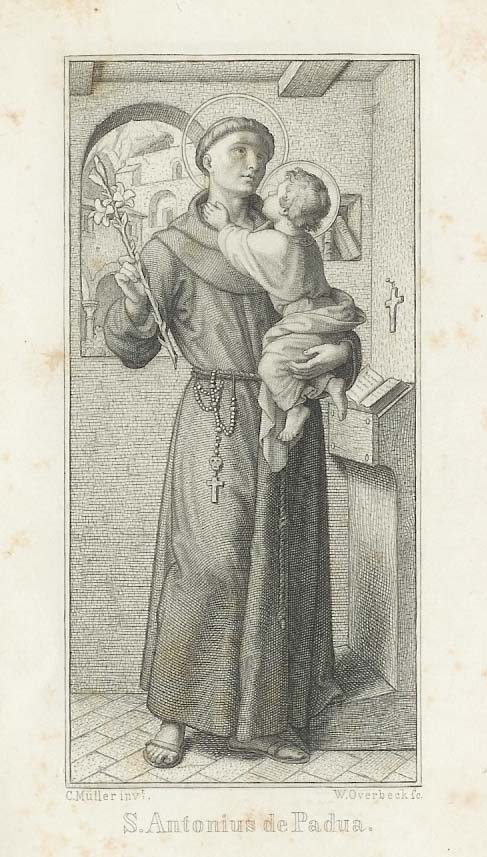
1232: Antonius von Padua

- 1232: Bereits ein knappes Jahr nach seinem Tod wird Antonius von Padua von Papst Gregor IX. heiliggesprochen.

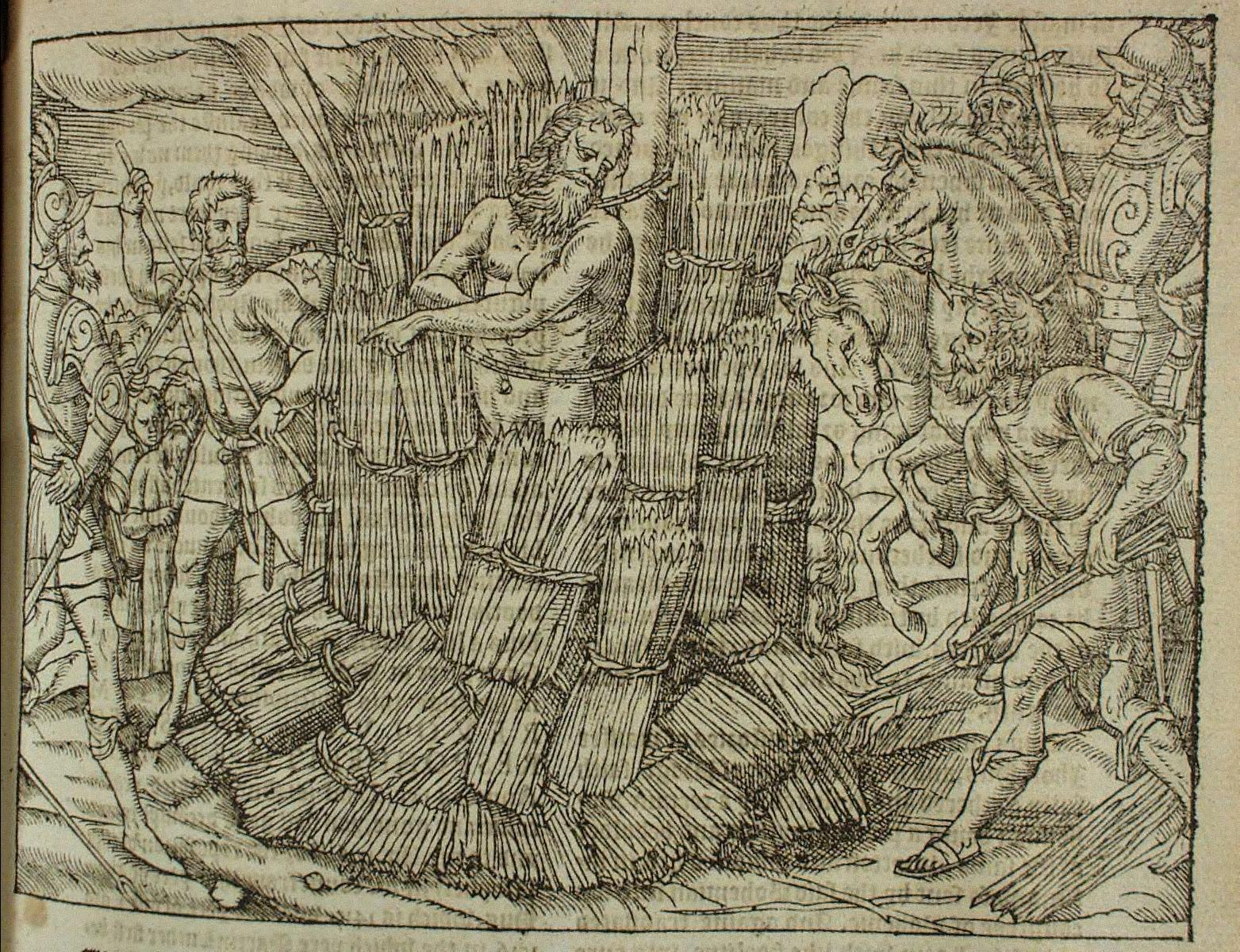
1416: Verbrennung des Hieronymus von Prag

- 1416: Hieronymus von Prag wird in Konstanz als Ketzer verbrannt, nachdem er sich vom Widerruf seiner Aussagen wieder distanziert hat.
- 1548: Im Reichsabschied legt Kaiser Karl V. das Augsburger Interim fest. Es ist ein Versuch, nach seinem Sieg über den Schmalkaldischen Bund eine religiöse Ordnung mit den Protestanten herzustellen. Die Zwischenlösung soll bis zum Entscheid des Konzils von Trient gelten. Sie setzt sich in der Praxis nicht durch.

### Katastrophen
- 1815: Das britische Schiff Arniston läuft in der Nähe des Ortes Waenhuiskrans bei starkem Sturm auf ein Riff beim südafrikanischen Kap Agulhas. Sechs Menschen gelingt das Erreichen des Ufers, 372 sterben beim Schiffsuntergang.
- 1896: Bei einer Massenpanik am Chodynka-Feld in Moskau während der Krönungsfeiern für den russischen Zaren Nikolaus II. kommen 1389 Menschen ums Leben.
- 1935: Ein Erdbeben der Stärke 7,5 zerstört die Stadt Quetta in der Provinz Belutschistan, Pakistan, etwa 50.000 Tote.
- 1998: Ein Erdbeben der Stärke 6,6 in Tadschikistan und Badachschan fordert etwa 4000 Todesopfer.

Kleinere Unglücksfälle sind in den Unterartikeln von Katastrophe und in der Liste von Katastrophen aufgeführt.

### Sport

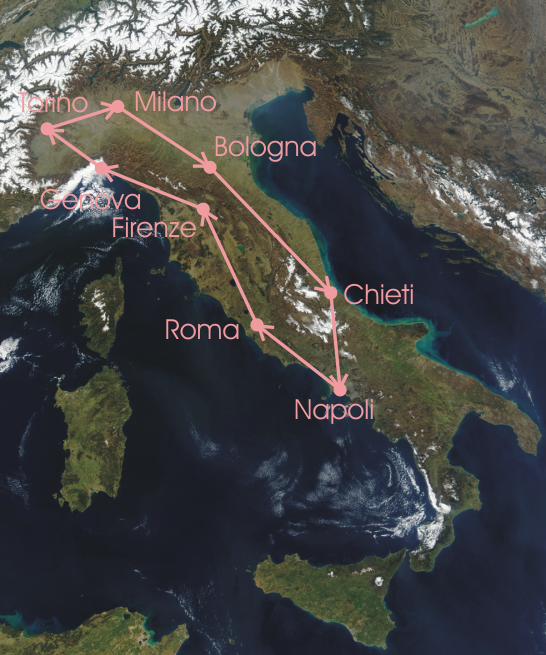
1909: Streckenverlauf des ersten Giro

- 1909: In Mailand endet nach 17 Tagen und acht Etappen der erste Giro d’Italia. Der erste Gesamtsieger des Giro wird Luigi Ganna. Der Giro d’Italia gilt heute als zweitwichtigstes Etappen-Radrennen der Welt.

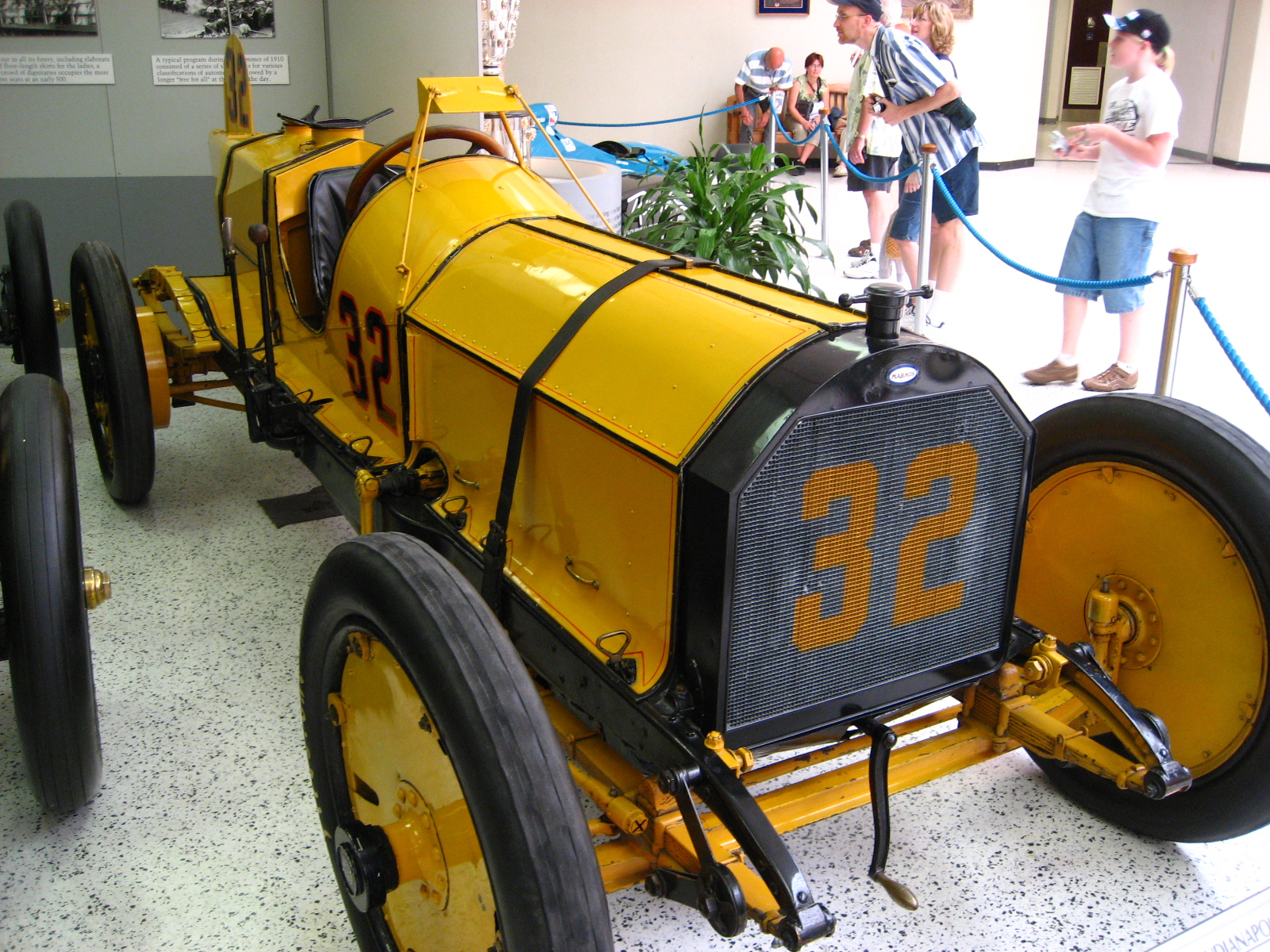
1911: Siegerauto Marmon Wasp

- 1911: Auf der Rundstrecke in Speedway (Indiana) wird das erste 500-Meilen-Rennen von Indianapolis für Automobile ausgetragen. Ray Harroun gewinnt auf einem Marmon Wasp.
- 1962: Mit vier Gruppenmatches beginnt die Fußball-Weltmeisterschaft der Männer in Chile, die als die härteste und unfairste Fußball-Weltmeisterschaft in die Geschichte eingehen wird.
- 1987: Mike Tyson verteidigt seinen Boxweltmeistertitel im Schwergewicht gegen Pinklon Thomas im Hilton Hotel, Las Vegas durch K. o.
- 2005: Die Allianz Arena, das Fußballstadion in München, wird offiziell eröffnet.
- 2010: Die Handballer des THW Kiel siegen im Finale der EHF Champions League 2009/10 in der Lanxess Arena in Köln gegen den FC Barcelona mit 36:34 und sichern sich diesen Titel damit zum zweiten Mal nach 2007.
- 2012: Der indische Schachspieler Viswanathan Anand verteidigt in Moskau erfolgreich seinen Weltmeistertitel gegen den israelischen Herausforderer Boris Gelfand.
- 2019: Der zwölfte Cricket World Cup beginnt in England und Wales.

Einträge von Leichtathletik-Weltrekorden befinden sich unter der jeweiligen Disziplin unter Leichtathletik.
Einträge zu Fußballweltmeisterschaftsspielen finden sich in den Unterseiten von Fußball-Weltmeisterschaft. Das Gleiche gilt für Fußball-Europameisterschaften.

## Geboren

### Vor dem 18. Jahrhundert
- 0936: Abū l-Hasan al-Qābisī, mālikitischer Hadith- und Fiqh-Gelehrter
- 1201: Theobald der Sänger, Graf von Champagne und König von Navarra
- 1423: Georg von Peuerbach, österreichischer Astronom und Mathematiker
- 1464: Barbara von Brandenburg, Markgräfin von Brandenburg, Herzogin von Glogau, Königin von Böhmen
- 1524: Selim II., Sultan des Osmanischen Reiches
- 1539: Marie de Bourbon-Saint-Pol, Herzogin von Estouteville, Pair von Frankreich
- 1574: Giulio Cesare Procaccini, italienischer Maler und Bildhauer
- 1580: Fadrique Álvarez de Toledo y Mendoza, spanischer Admiral
- 1593: Hans Wilhelm von Boxberg, deutscher Kaufmann und Bergbauunternehmer
- 1623: Wallerant Vaillant, niederländischer Maler und Radierer
- 1653: Claudia Felizitas von Österreich-Tirol, römisch-deutsche Kaiserin
- 1655: Bénédict Pictet, Schweizer evangelischer Geistlicher und Hochschullehrer
- 1664: Johann Caspar II. Graf Cobenzl, Hofmarschall und Landeshauptmann von Görz und Krain
- 1677: Sigismund Graf von Kollonitz, Erzbischof der Erzdiözese Wien und Kardinal
- 1690: Anton Sturm, deutscher Bildhauer

### 18. Jahrhundert
- 1708: Daniel Gralath der Ältere, deutscher Physiker und Bürgermeister der Danziger Rechtstadt
- 1720: Henrik Adam Brockenhuus, dänischer Adliger
- 1726: Johannes Schlottmann, deutscher Orgelbauer
- 1736: Johann Friedrich Lobstein, deutscher Chirurg und Anatom
- 1743: José Fernando Abascal y Sousa, Marques de la Concordia und spanischer Vizekönig in Peru
- 1755: Collin d’Harleville, französischer Dramatiker
- 1755: Johann Lukas Legrand, Schweizer Seidenfabrikant und Politiker
- 1756: José Custódio de Faria, portugiesischer Priester
- 1757: Henry Addington, 1. Viscount Sidmouth, britischer Staatsmann und Premierminister
- 1759: Johann Friedrich Wilhelm Koch, deutscher evangelischer Geistlicher und Botaniker
- 1768: Étienne Marie Antoine Champion de Nansouty, französischer General
- 1769: Friedrich Hansmann, deutscher Dirigent und Chordirektor

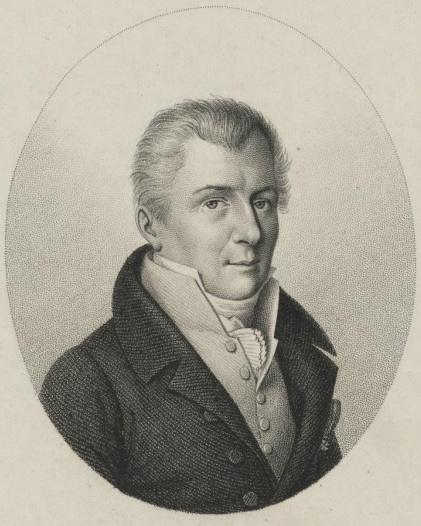
Emmerich Joseph von Dalberg (* 1773)

- 1773: Emmerich Joseph von Dalberg, badischer Diplomat und französischer Politiker
- 1775: Christian Kehrer, deutscher Maler
- 1775: József Kopácsy, ungarischer Metropolit und Erzbischof von Esztergom, Primas von Ungarn
- 1778: Richard Skinner, US-amerikanischer Jurist und Politiker, Kongressabgeordneter und Gouverneur von Vermont
- 1782: Michail Semjonowitsch Woronzow, russischer Offizier und Politiker
- 1783: Eugen von Maucler, deutscher Politiker
- 1785: Johannes Scharrer, deutscher Unternehmer, Gründer der städtischen Sparkasse und etlicher Bildungsanstalten in Nürnberg
- 1789: Peter Karl Thurwieser, österreichischer Meteorologe, Alpinist und Theologe
- 1792: Julius Traugott von Könneritz, sächsischer Politiker und Vorsitzender des sächsischen Gesamtministeriums
- 1792: Karl Bernhard von Sachsen-Weimar-Eisenach, königlich niederländischer General
- 1797: Carl Friedrich Naumann, deutscher Geologe
- 1799: Ferdo Livadić, kroatischer Komponist
- 1800: Karl Wilhelm Feuerbach, deutscher Mathematiker

### 19. Jahrhundert

#### 1801–1850
- 1803: Johannes Joneli, Schweizer Lehrer
- 1808: Wilhelm Vischer-Bilfinger, Schweizer Altphilologe und Politiker

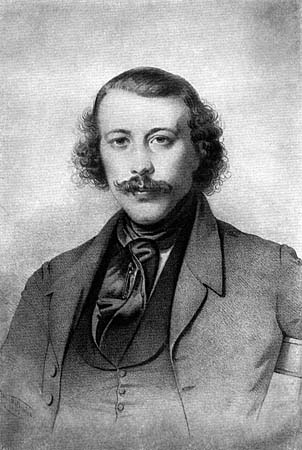
Michail Bakunin (* 1814)

- 1814: Michail Alexandrowitsch Bakunin, russischer Revolutionär und Anarchist
- 1814: Eugène Charles Catalan, belgischer Mathematiker
- 1816: Robert Eduard Prutz, deutscher Schriftsteller
- 1817: Hermann August Hagen, deutscher Entomologe
- 1819: Amalie Buchheim, deutsche Museumsleiterin
- 1819: Constant Fornerod, Schweizer Rechtswissenschaftler und Politiker, Bundesrat, Bundespräsident
- 1823: Reinhold Johow, deutscher Jurist

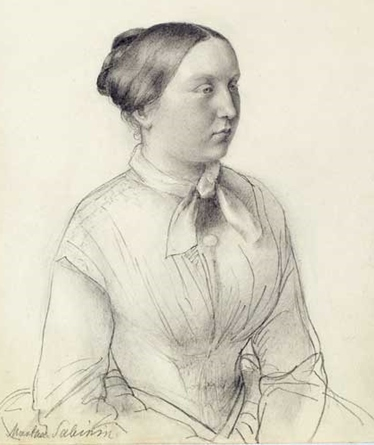
Martha von Sabinin (* 1831)

- 1831: Martha von Sabinin, russische Komponistin und Pianistin
- 1836: Édouard Blau, französischer Librettist und Schriftsteller
- 1837: Sophie Petersen, dänische Frauenrechtlerin
- 1839: Hermann Naftali Adler, Oberrabbiner des Vereinigten Königreichs
- 1840: Anton Fischer, deutscher Geistlicher, Erzbischof von Köln, Kardinal
- 1844: Louis Varney, französischer Operettenkomponist
- 1846: Peter Carl Fabergé, russischer Goldschmied und Juwelier
- 1846: Paul Ziller, deutscher Architekt
- 1847: Ottilie Baader, deutsche Frauenrechtlerin und Sozialistin
- 1847: Beatrice Cave-Browne-Cave, britische Mathematikerin und Ingenieurin
- 1850: Anton Paul Heilmann, österreichischer Maler und Illustrator

#### 1850–1900
- 1851: Max de Diesbach, Schweizer Jurist, Historiker, Bibliothekar und Politiker
- 1852: Rudolf Henning, deutscher Germanist
- 1852: Joseph Probst, deutscher Heimatforscher
- 1855: Georg Schaumberg, deutscher Schriftsteller
- 1862: Anton Ažbe, österreichischer Maler slowenischer Herkunft
- 1866: Fernand Charron, französischer Rad- und Automobilrennfahrer
- 1866: Rudolf Kissinger, deutscher Pfarrer, Lehrer, Heimatforscher, Vereins- und Verbandsfunktionär
- 1866: Fritz König, deutscher Chirurg und Hochschullehrer
- 1869: Grace Andrews, US-amerikanische Mathematikerin
- 1870ː Salome Goldman, Lehrerin und Schulgründerin, Opfer des Holocaust
- 1871: Harry Macdonough, kanadischer Sänger
- 1875ː Charlotte Elvira Pengra, US-amerikanische Mathematikerin
- 1876: Joseph Rhodes Hanley, US-amerikanischer Rechtsanwalt und Politiker

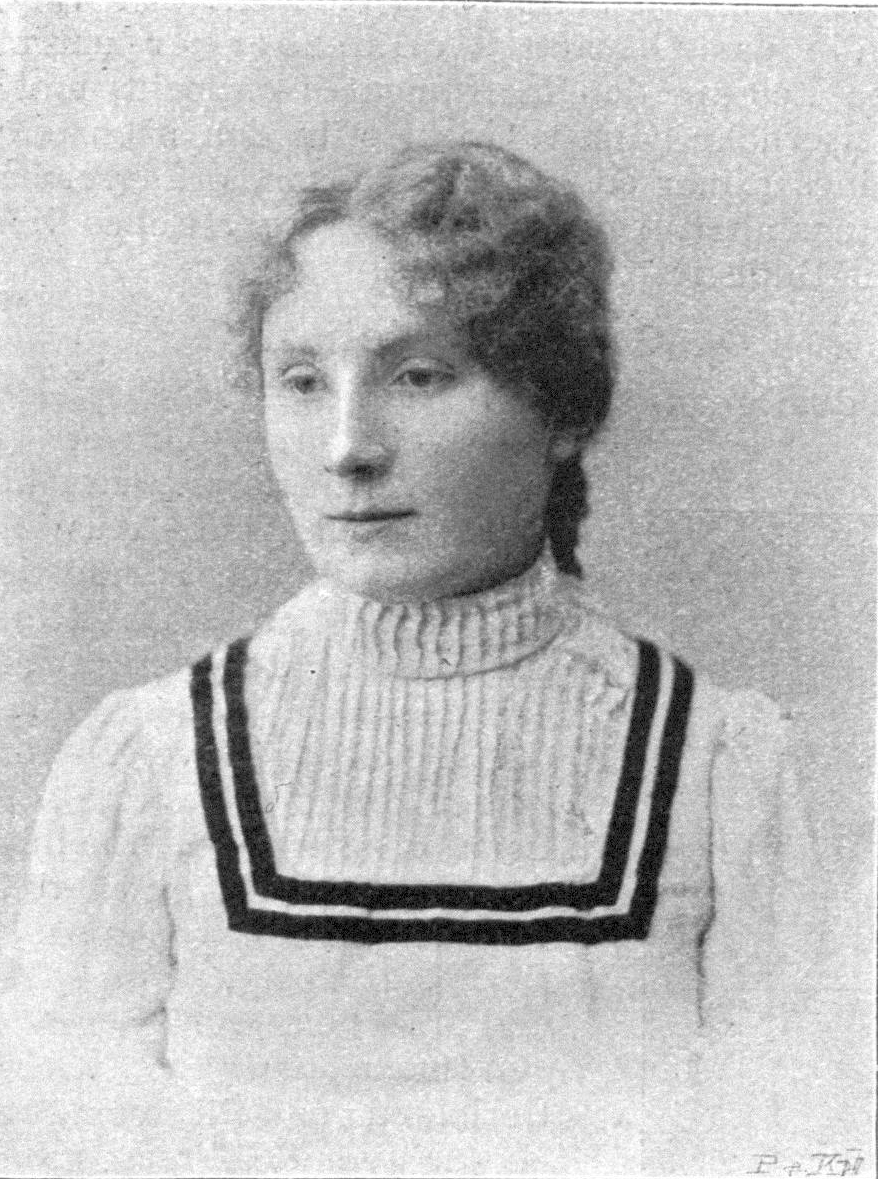
Hermine Körner (* 1878)

- 1878: Hermine Körner, deutsche Schauspielerin
- 1878: Walter Otto, deutscher Althistoriker
- 1878: Raymond Smith Dugan, US-amerikanischer Astronom
- 1879: Anne Shymer, US-amerikanische Chemikerin
- 1880: Miel Mundt, niederländischer Fußballspieler
- 1881: Georg Kohl, deutscher Politiker, MdB
- 1882: Wyndham Halswelle, britischer Leichtathlet, Olympiasieger
- 1883: Josef Graf von Soden-Fraunhofen, deutscher Jurist, Diplomat und Politiker
- 1883: Riccardo Zandonai, italienischer Komponist und Dirigent
- 1885: Arthur Edward Andersen, US-amerikanischer Unternehmer
- 1887: Alexander Archipenko, US-amerikanischer Bildhauer
- 1888: Hans Arnhold, deutsch-US-amerikanischer Bankier
- 1890: Paul Czinner, österreichischer Filmregisseur
- 1890: Roger Salengro, französischer Politiker, Minister
- 1892: René Gagnier, kanadischer Violinist und Dirigent, Komponist und Euphoniumspieler
- 1894ː Gertrud Ferchland, deutsche Architektin und Hochschullehrerin in der Lehrerbildung
- 1896: Howard Hawks, US-amerikanischer Filmregisseur
- 1899: Irving Thalberg, US-amerikanischer Filmproduzent

### 20. Jahrhundert

#### 1901–1925
- 1901: Walter Felsenstein, österreichischer Regisseur
- 1903: Countee Cullen, US-amerikanischer Schriftsteller
- 1903: Hayashi Fusao, japanischer Schriftsteller
- 1903: Ernst Widmer, Schweizer Zollbeamter
- 1904: Doris Schachner, deutsche Mineralogin
- 1906: Bruno Gröning, deutscher spiritueller Heiler
- 1906: Rudolf Hasse, deutscher Automobilrennfahrer
- 1907: Fernando Arbello, puerto-ricanischer Jazz-Posaunist und Komponist

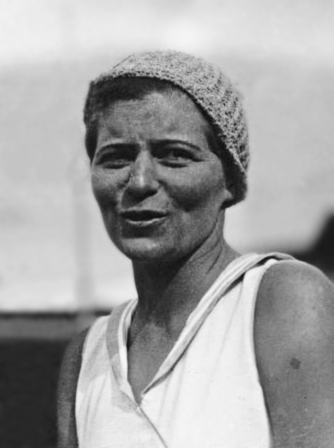
Elly Beinhorn (* 1907)

- 1907: Elly Beinhorn, deutsche Fliegerin
- 1907: Germaine Tillion, französische Ethnologin und Widerstandskämpferin
- 1908: Hannes Alfvén, schwedischer Physiker, Nobelpreisträger
- 1908: Lucien Martin, kanadischer Violinist und Dirigent

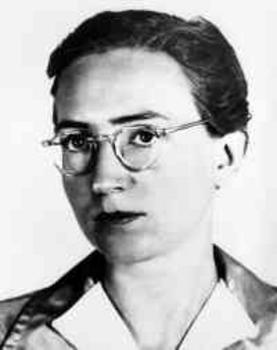
Hilde Coppi (* 1909)

- 1909: Hilde Coppi, deutsche Widerstandskämpferin
- 1909: Freddie Frith, britischer Motorradrennfahrer
- 1909: Benny Goodman, US-amerikanischer Musiker
- 1909: Gustav Kampendonk, deutscher Drehbuchautor

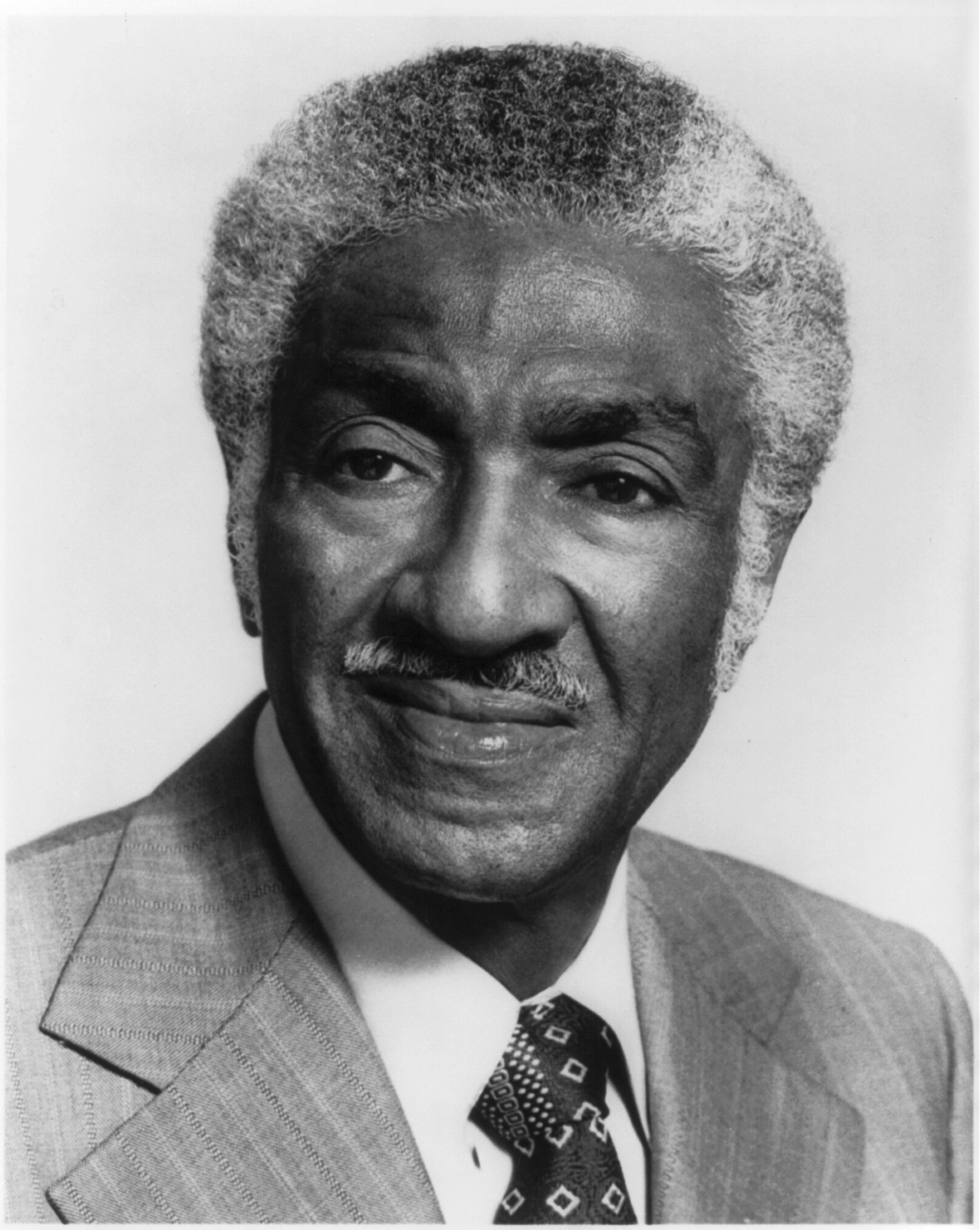
Ralph Metcalfe (* 1910)

- 1910: Ralph Metcalfe, US-amerikanischer Leichtathlet und Politiker, Olympiasieger, Mitglied des Repräsentantenhauses
- 1910: Inge Meysel, deutsche Schauspielerin
- 1911: Herbert Weymar, deutscher Ingenieurkartograph und Amateurbotaniker
- 1912: Julius Axelrod, US-amerikanischer Biochemiker, Nobelpreisträger
- 1912: Hugh Griffith, britischer Schauspieler
- 1913: Eduard Goldstücker, tschechoslowakischer Literaturhistoriker, Publizist, Germanist und Diplomat
- 1914: Paul Benthien, deutscher Tischtennisspieler und Sportfunktionär
- 1914: Jiří Marek, tschechischer Schriftsteller
- 1914: Bobby Sherwood, US-amerikanischer Jazzgitarrist
- 1916: Albert Weitnauer, Schweizer Diplomat und erster Staatssekretär der Schweizerischen Eidgenossenschaft
- 1919: Rómulo Aguerre, uruguayischer Fotograf
- 1919: Benno Hoffmann, deutscher Ballettmeister und Schauspieler
- 1920: Franklin J. Schaffner, US-amerikanischer Filmregisseur
- 1921: Maria-Viktoria Hasse, deutsche Mathematikerin
- 1921: Frank Kilroy, US-amerikanischer American-Football-Spieler, -Trainer und -Funktionär
- 1922: Hal Clement, US-amerikanischer Science-Fiction-Schriftsteller
- 1923: Walter Reichelt, deutscher Schauspieler und Synchronsprecher
- 1924: Kurt Rebmann, deutscher Jurist, Generalbundesanwalt beim Bundesgerichtshof
- 1925: Horst Dohlus, deutscher Parteifunktionär, Mitglied des Politbüros und Sekretär des ZK der SED
- 1925: Robert Glasgow, US-amerikanischer Organist und Musikpädagoge
- 1925: Rolf Illig, deutscher Schauspieler
- 1925: John Cocke, US-amerikanischer Informatiker

#### 1926–1950
- 1926: Chuck Arnold, US-amerikanischer Automobilrennfahrer
- 1926: James McLamore, US-amerikanischer Mitbegründer der Burger King Corporation
- 1926: Christa Siebenrok, deutsche Objektkünstlerin
- 1927: Joan Birman, US-amerikanische Mathematikerin
- 1927: Werner Haas, deutscher Motorradrennfahrer
- 1927: Tino Schwierzina, deutscher Politiker, Oberbürgermeister von Ost-Berlin, MdA
- 1927: Clint Walker, US-amerikanischer Schauspieler
- 1928: Dwight W. Berreman, US-amerikanischer Physiker
- 1928: James Lamy, US-amerikanischer Bobfahrer, Olympiamedaillengewinner
- 1928: Gustav Leonhardt, niederländischer Dirigent, Cembalist und Organist

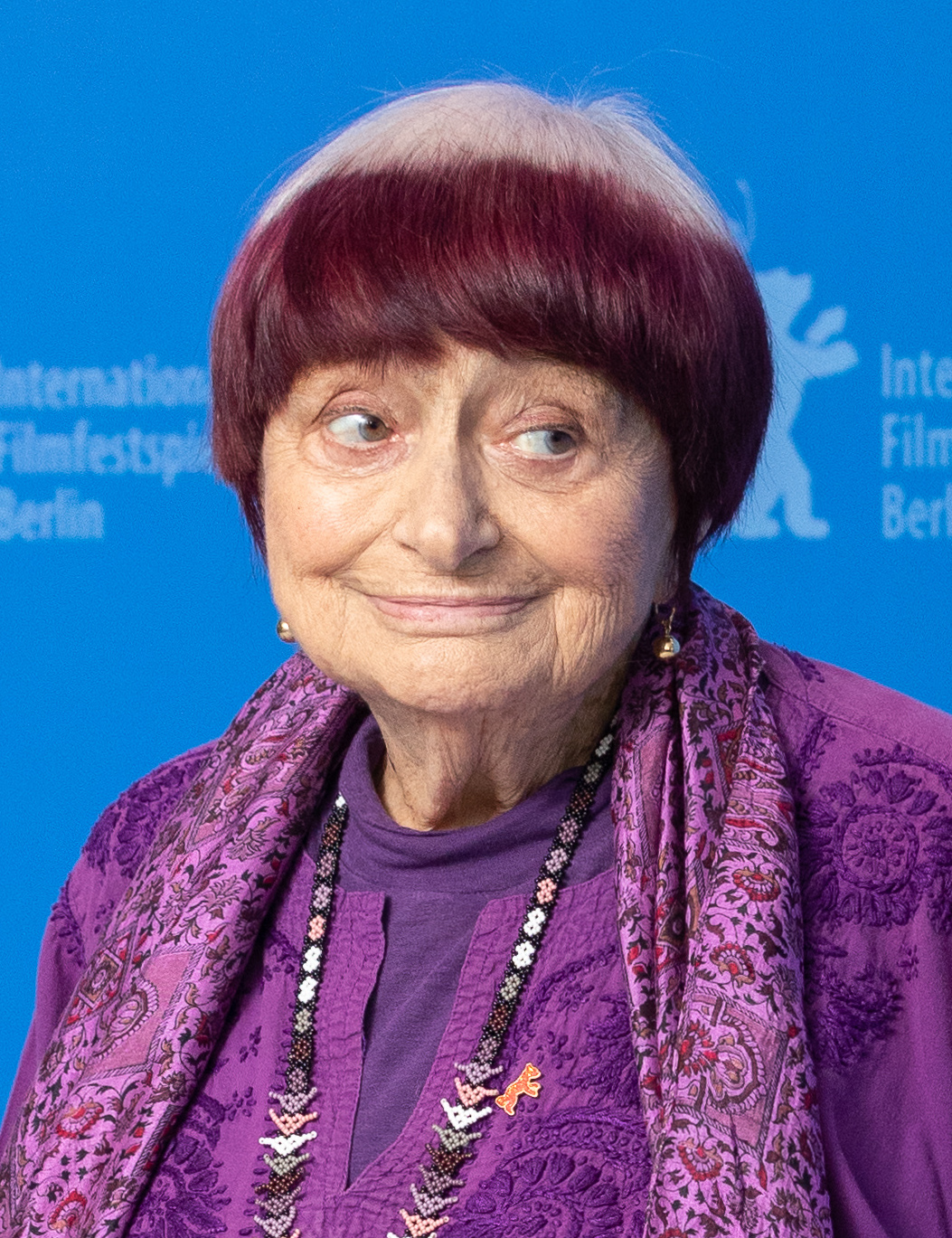
Agnès Varda (* 1928)

- 1928: Agnès Varda, französische Filmregisseurin
- 1929: Margit Saad, deutsche Schauspielerin
- 1930: Uwe Bahnsen, deutscher Automobildesigner
- 1930: Dave McKenna, US-amerikanischer Jazzpianist
- 1930: Robert Ryman, US-amerikanischer Maler
- 1931: Vizma Belševica, lettische Lyrikerin, Prosaikerin und Übersetzerin
- 1931: Harald Winkel, deutscher Wirtschaftswissenschaftler, Historiker und Verleger
- 1932: Solomon W. Golomb, US-amerikanischer Mathematiker und Ingenieur
- 1932: Pauline Oliveros, US-amerikanische Komponistin
- 1933: Hugo Kreyssig, deutscher Landschaftsmaler
- 1933: Stefano Rodotà, italienischer Jurist, Hochschullehrer, Politiker und Autor
- 1934: Kurt Arentz, deutscher Bildhauer
- 1934: Dieter Süverkrüp, deutscher Maler und Liedermacher
- 1934: Alexei Archipowitsch Leonow, sowjetischer Kosmonaut, erster frei schwebender Mensch im Weltraum
- 1935: Dietrich Kittner, deutscher Kabarettist
- 1935: Walter Zastrau, deutscher Fußballspieler
- 1936: Peter Dehoust, deutscher Publizist
- 1936: Keir Dullea, US-amerikanischer Schauspieler
- 1937: Claes Andersson, finnlandschwedischer Schriftsteller, Arzt, Politiker und Jazzmusiker
- 1938: Konrad Krauss, deutscher Schauspieler
- 1938: Peter Riebensahm, deutscher Leichtathlet
- 1940ː Bärbel Kerkhoff-Hader, deutsche Volkskundlerin und Hochschullehrerin
- 1941: Detlev Blanke, deutscher Dozent für Interlinguistik

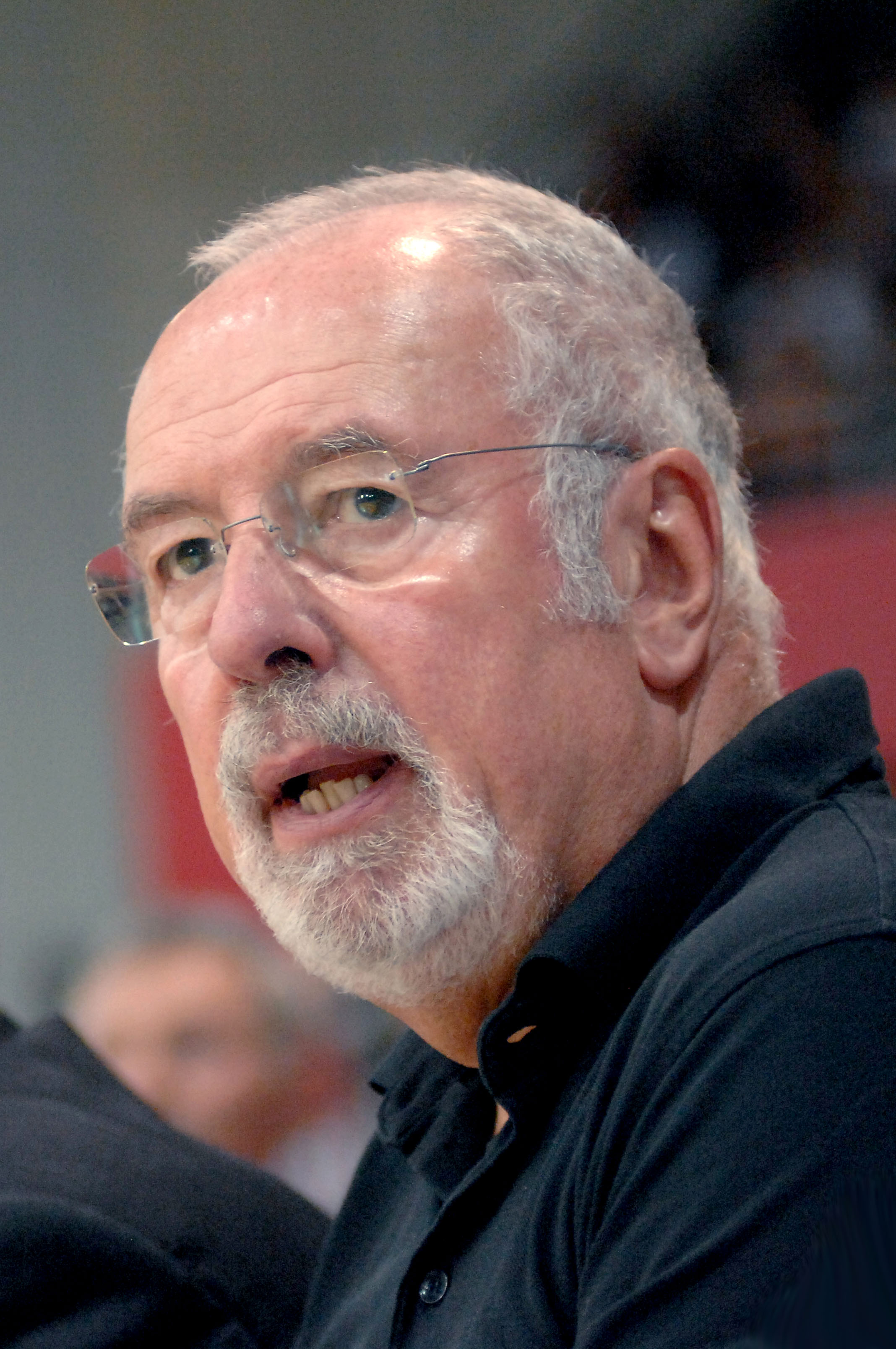
Heribert Faßbender (* 1941)

- 1941: Heribert Faßbender, deutscher Sportjournalist
- 1942ː Hannelore Kramm, österreichische Schlagersängerin und Schauspielerin
- 1942: Gerhard Olschewski, deutscher Schauspieler
- 1943: James Earl Chaney, US-amerikanischer Bürgerrechtler
- 1943: Paul Günter, Schweizer Politiker
- 1943: Francesco Rizzo, italienischer Fußballspieler
- 1943: Gale Sayers, US-amerikanischer American-Football-Spieler
- 1945: Gladys Horton, US-amerikanische Sängerin (The Marvelettes)
- 1945: John Jellinek, US-amerikanischer Automobilrennfahrer
- 1946: Dragan Džajić, jugoslawischer Fußballspieler
- 1946: Karl Grob, Schweizer Fußballspieler
- 1947: Karl-Josef Assenmacher, deutscher Fußballschiedsrichter
- 1947: Walter Sengstschmid, österreichischer Organist, Komponist und Chorleiter
- 1947: Erik Spiekermann, deutscher typografischer Gestalter und Schriftentwerfer
- 1948: Dieter Kosslick, deutscher Kulturmanager, Direktor der Internationalen Filmfestspiele Berlin (Berlinale)
- 1948: Michael Krone, deutscher Schauspieler
- 1949: Hans Baumgartner, deutscher Leichtathlet, Olympiamedaillengewinner
- 1949: Rüdiger Joswig, deutscher Schauspieler und Synchronsprecher
- 1950: Bertrand Delanoë, französischer Politiker, Bürgermeister von Paris

#### 1951–1975
- 1951: René Staar, österreichischer Komponist und Geiger
- 1951: Gerhard Vill, deutscher Jurist
- 1952: Zoltán Kocsis, ungarischer Pianist, Komponist und Dirigent
- 1952: Marina Libakowa-Liwanowa, sowjetische bzw. russische Moderatorin, Schauspielerin und Schauspiellehrerin
- 1952: Immanuel Ngatjizeko, namibischer Politiker
- 1952: Younus Shaikh, pakistanischer Arzt, Menschenrechts-Aktivist, Rationalist und Freidenker
- 1953: Colm Meaney, irischer Schauspieler
- 1953: Eduard Stapel, deutscher Sprecher des Lesben- und Schwulenverbandes in Deutschland (LSVD)
- 1955: Markus Gilli, Schweizer Radio- und Fernsehjournalist
- 1955: Topper Headon, britischer Schlagzeuger
- 1956: Katerina Sakellaropoulou, griechische Juristin, Gerichtspräsidentin, Staatspräsidentin
- 1956: David Sassoli, italienischer Politiker der Partito Democratico und Präsident des Europäischen Parlaments
- 1956: Allen Timpany, britischer Automobilrennfahrer
- 1957: Oksana Bilosir, ukrainische Sängerin und Kulturministerin
- 1957: Hans-Jürgen Boysen, deutscher Fußballtrainer
- 1957: Avshalom Cyrus Elitzur, israelischer Physiker und Philosoph
- 1957: Peter Niklas Wilson, deutscher Jazzbassist und Musikwissenschaftler
- 1958: Klaus-Jürgen Bremm, deutscher Militärhistoriker und Offizier

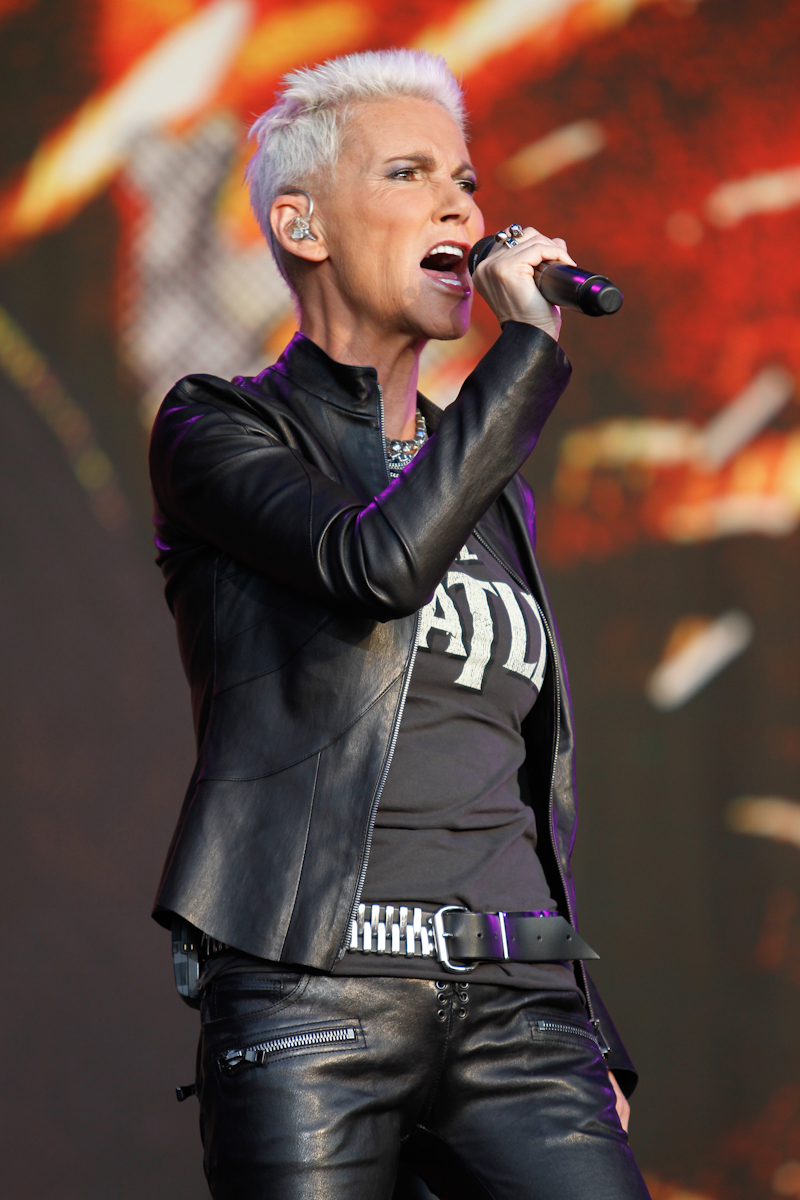
Marie Fredriksson (* 1958)

- 1958: Marie Fredriksson, schwedische Musikerin (Roxette)
- 1959: Claudia Alexander, kanadisch-amerikanische Physikerin und Projektleiterin der Galileomission
- 1959: Georg-Christof Bertsch, deutscher Designer
- 1959: Wyndham St. John, kanadische Reiterin
- 1959: Pietro Tonolo, italienischer Jazzsaxophonist
- 1960: Stephen Duffy, britischer Songwriter, Sänger und Gitarrist
- 1960: Christoph Leisten, deutscher Lehrer und Schriftsteller
- 1961: Sabine Vitua, deutsche Schauspielerin
- 1962: John Alt, US-amerikanischer American-Football-Spieler
- 1962: Arianne Borbach, deutsche Schauspielerin
- 1962: Bernd Glemser, deutscher Pianist
- 1964: Walter Arena, italienischer Leichtathlet
- 1964: Rita Falk, deutsche Autorin
- 1964: Thomas Grasberger, deutscher Journalist und Autor
- 1964: Monika Herrmann, deutsche Politikerin
- 1964: Nicole Hoevertsz, arubanische Synchronschwimmerin und Sportfunktionärin
- 1964: Wynonna Judd, US-amerikanische Country-Sängerin
- 1964: Janne Karlsson, schwedischer Eishockeyspieler, -trainer und -funktionär
- 1964: Gabie Loh, deutsche Sängerin, Tonmeisterin und Pianistin
- 1964: Wolfgang Lucht, deutscher Physiker und Geographieprofessor
- 1964: Gregory John McCormick, US-amerikanischer Sänger und Gitarrist
- 1964: Miriam Meyerhoff, neuseeländische Linguistin
- 1964: Andrea Montermini, italienischer Automobilrennfahrer
- 1964: Tom Morello, US-amerikanischer Gitarrist
- 1964: Cornelia Petzold-Schick, deutsche Politikerin
- 1964: Corinne Schmidhauser, Schweizer Skirennläuferin und Politikerin
- 1964: Mark Sheppard, britischer Schauspieler und Musiker
- 1964: Mario Traxl, österreichischer Radrennfahrer
- 1965: Harald Glööckler, deutscher Modeschöpfer

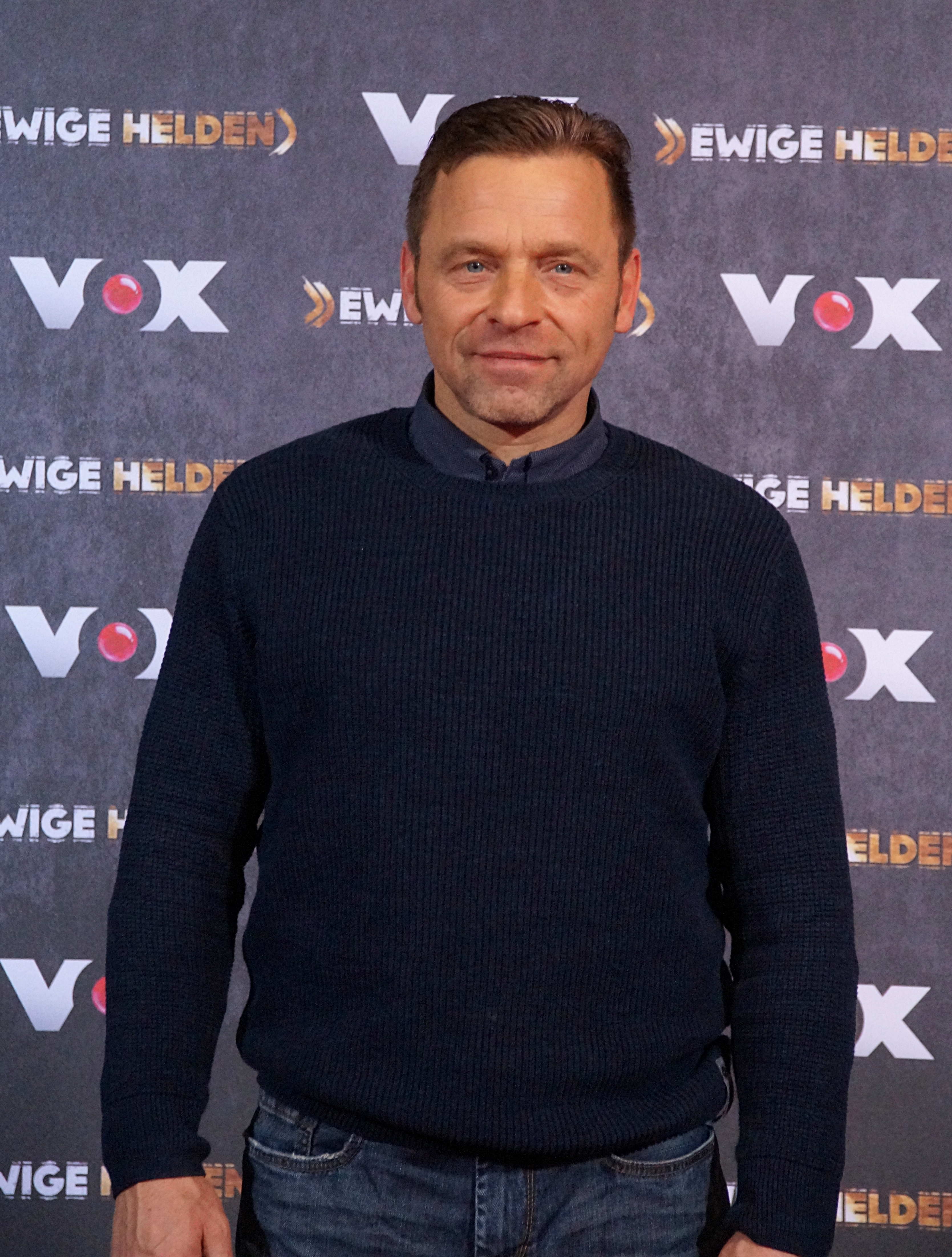
Thomas Häßler (* 1966)

- 1966: Thomas Häßler, deutscher Fußballspieler
- 1966: Stephen Malkmus, US-amerikanischer Musiker
- 1967: Anton Leichtfried, österreichischer Weihbischof und Theologe
- 1967: Jean-Jacques Aeschlimann, Schweizer Eishockeyspieler
- 1967: Thomas Beimel, deutscher Komponist, Musikwissenschaftler und Bratschist
- 1967: Therese Lohner, österreichische Schauspielerin
- 1968: Amy Fuller, US-amerikanische Ruderin
- 1968: Rafael Romero, dominikanischer Boxer
- 1969: Dave Dollé, Schweizer Leichtathlet
- 1971: John Ross Bowie, US-amerikanischer Schauspieler
- 1971: Idina Menzel, US-amerikanische Schauspielerin
- 1972: Zoran Lerchbacher, österreichischer Dartspieler
- 1973: Oliver Gies, deutscher Sänger, Komponist und Arrangeur
- 1974: Big L, US-amerikanischer Rapper
- 1974: Konstantinos Chalkias, griechischer Fußballspieler
- 1974: Marco Jakobs, deutscher Leichtathlet und Bobfahrer, Olympiasieger
- 1974: Sergei Wiktorowitsch Jekimow, russischer Komponist
- 1975: CeeLo Green, US-amerikanischer Hip-Hop-, Funk-, Soul- und R&B-Musiker

#### 1976–2000
- 1976: Susu Padotzke, deutsche Schauspielerin
- 1977: Akwá, angolanischer Fußballspieler
- 1977: Ivan Bebek, kroatischer Fußballschiedsrichter
- 1977: Rachael Stirling, britische Schauspielerin
- 1978: Martin Rother, deutscher Schauspieler
- 1979: István Vad, ungarischer Fußballschiedsrichter
- 1980: Dela Dabulamanzi, deutsche Schauspielerin und Sprecherin

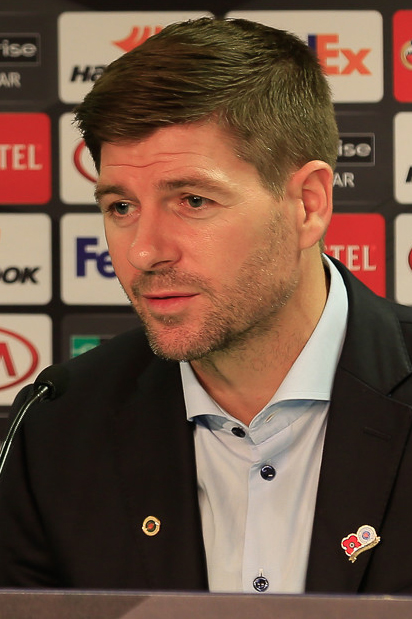
Steven Gerrard (* 1980)

- 1980: Steven Gerrard, englischer Fußballspieler
- 1980: Remy Ma, US-amerikanische Rapperin
- 1981: Devendra Banhart, US-amerikanischer Psychedelic-Folk-Sänger und Songwriter
- 1981: Lars Møller Madsen, dänischer Handballspieler
- 1982: Eddie Jamaal Griffin, US-amerikanischer Basketballspieler
- 1982: Stamatis Katsimis, griechischer Rennfahrer
- 1983: Roger Lee Hayden, US-amerikanischer Motorradrennfahrer
- 1983: Stefan Schröder, deutscher Politiker
- 1983: Dennis Tretow, deutscher Handballspieler
- 1983: Matej Uram, slowakischer Skispringer
- 1984: Martin Kohlmaier, österreichischer Basketballspieler
- 1984: Kostja Ullmann, deutscher Schauspieler
- 1985: Miriam Cani, albanische Sängerin und Moderatorin
- 1985: Maria Amelie, russische Autorin
- 1986: Foxi Kéthévoama, zentralafrikanischer Fußballspieler
- 1988: Stephanie Beckert, deutsche Eisschnellläuferin, Olympiasiegerin
- 1989: Mikel San José, spanischer Fußballspieler
- 1990: André Bautzmann, deutscher Kabarettist und Sänger
- 1990: Méline Gérard, französische Fußballspielerin

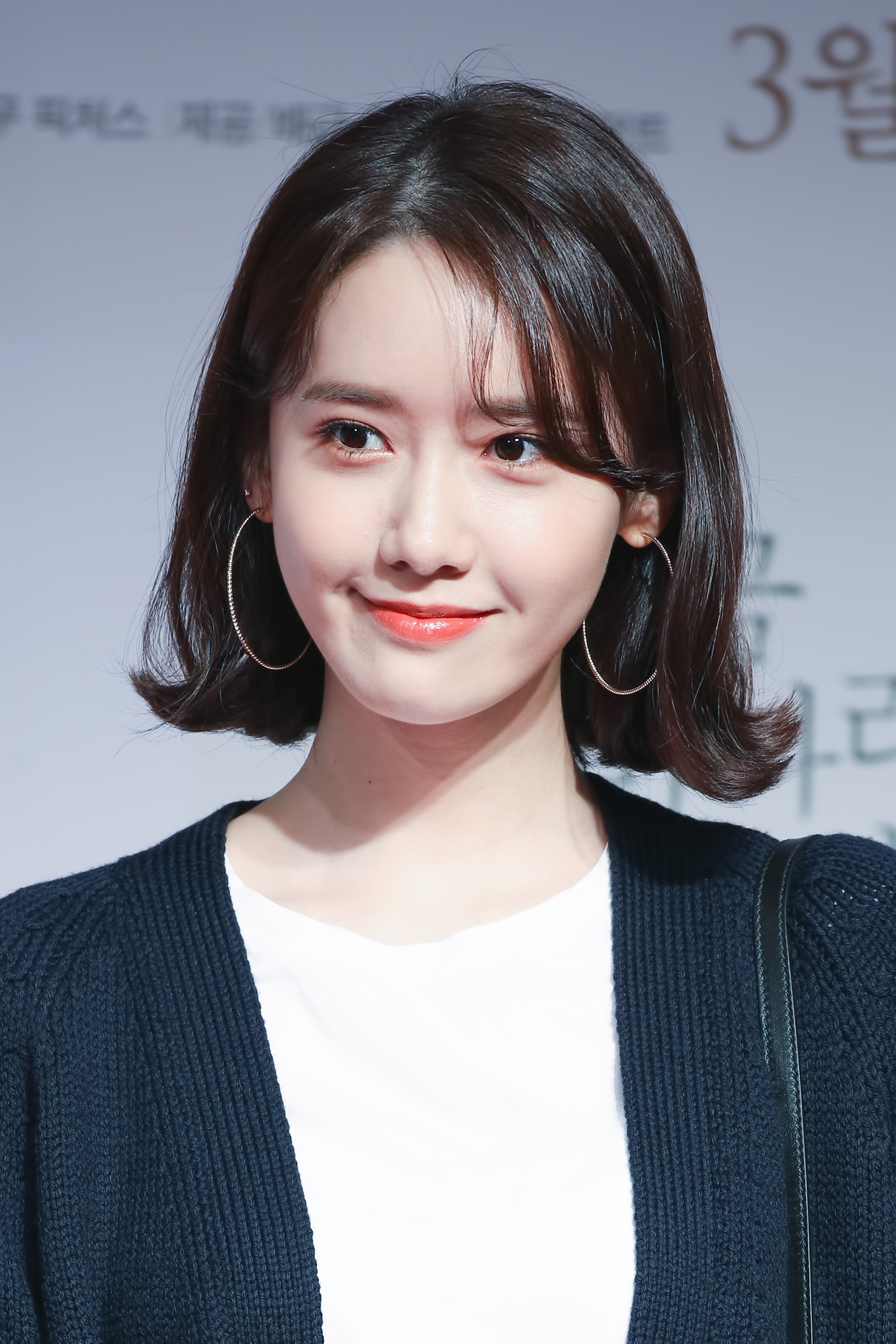
Yoona (* 1990)

- 1990: Yoona, südkoreanische Sängerin und Schauspielerin
- 1992: Xenija Alexejewna Alopina, russische Skirennläuferin
- 1992: Harrison Barnes, US-amerikanischer Basketballspieler
- 1994: Annika Meyer, dänische Handballspielerin
- 1994: Nazim Sangaré, deutscher Fußballspieler
- 1994: Laurence St-Germain, kanadische Skirennläuferin
- 1996: Erik Jones, US-amerikanischer Rennfahrer
- 1997: Peter Lenz, US-amerikanischer Motorradrennfahrer
- 1997: Justien Odeurs, belgische Fußballspielerin
- 2000: Jared S. Gilmore, US-amerikanischer Schauspieler
- 2000: Vetle Paulsen, norwegischer Biathlet

### 21. Jahrhundert
- 2001: Patrick Wimmer, österreichischer Fußballspieler
- 2003: Joey Dawson, englischer Fußballspieler
- 2003: Davina Geiss, deutsche Fernsehdarstellerin
- 2003: Petr Hák, tschechischer Biathlet

## Gestorben

### Vor dem 18. Jahrhundert
- 0727: Hubertus von Lüttich, Bischof von Maastricht und Lüttich
- 0812: Werdo, Abt im Kloster St. Gallen
- 1159: Władysław II., Oberherzog von Polen und Herzog von Schlesien
- 1169: Nigel, Bischof von Ely
- 1210: Roffrid de Insula, Abt des Klosters Monte Cassino
- 1252: Ferdinand III., König von Spanien und Kastilien
- 1268: Thomas I., Bischof von Breslau
- 1327: Jens Grand, dänischer kirchlicher Politiker
- 1341: Siger von Courtrai, Scholastiker
- 1347: John Darcy, 1. Baron Darcy de Knayth, englischer Adliger, Politiker, Militär und Beamter
- 1386: Konrad von Geisenheim, Bischof von Lübeck
- 1416: Hieronymus von Prag, böhmischer Gelehrter
- 1422: Taejong, König der Joseon-Dynastie in Korea

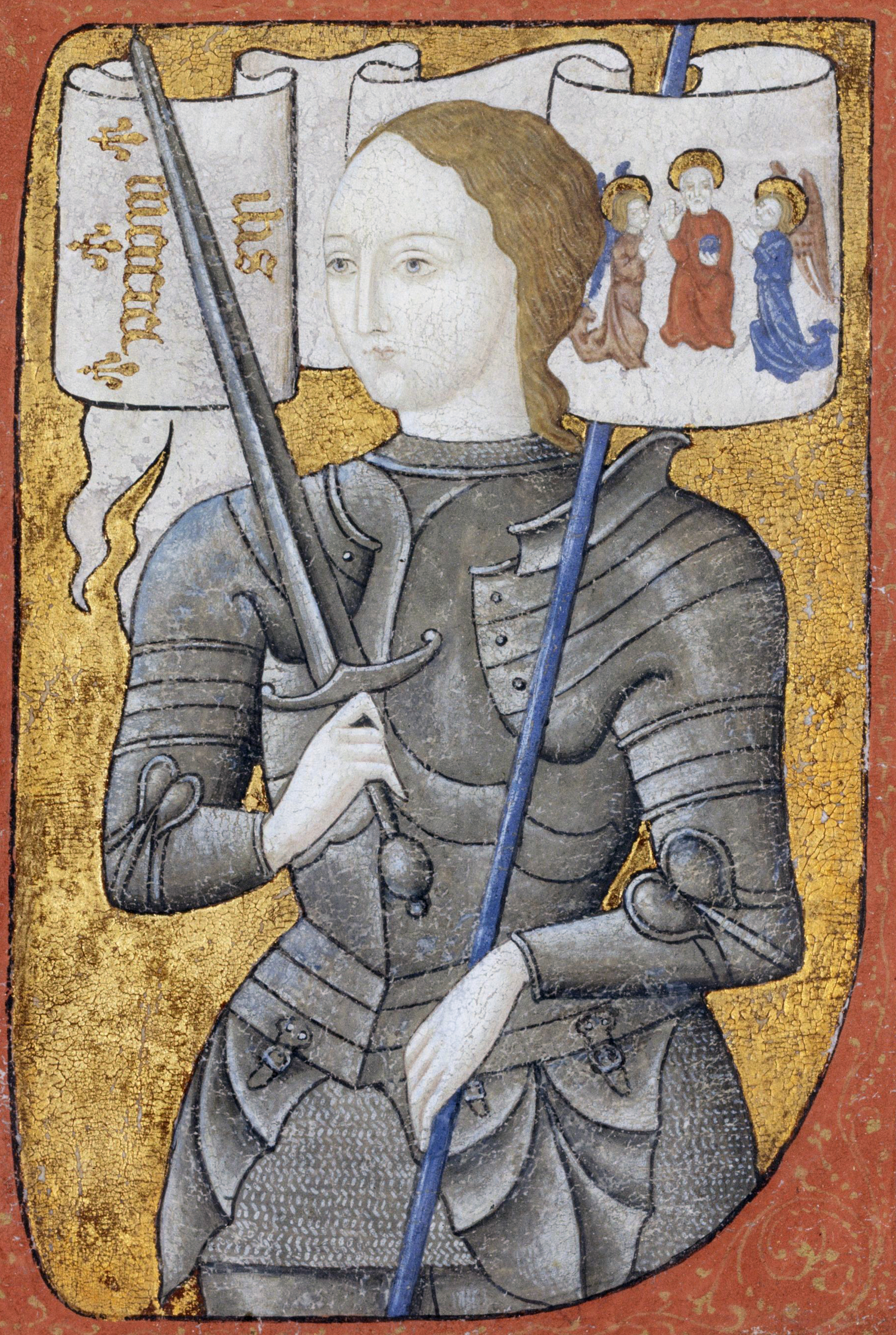
Jeanne d’Arc († 1431)

- 1431: Jeanne d’Arc, französische Nationalheldin und Heilige der katholischen und der anglikanischen Kirche
- 1434: Andreas Prokop, hussitischer Heerführer
- 1443: Hans Laxmand, Erzbischof von Lund
- 1472: Jacquetta von Luxemburg, Duchess of Bedford und Countess Rivers
- 1512: Hans Rudolf von Scharnachthal, Schultheiss von Bern
- 1514: Wolfgang Roritzer, deutscher Dombaumeister und Bildhauer
- 1557: Heinrich von Galen, Landmeister des Deutschen Ordens in Livland
- 1574: Karl IX., König von Frankreich
- 1593: Christopher Marlowe, englischer Dichter
- 1594: Bálint Balassa, ungarischer Dichter
- 1606: Arjan Dev, fünfter Guru der Sikhs
- 1640: Peter Paul Rubens, flämischer Maler
- 1649: Jakob Martini, deutscher Theologe und Philosoph
- 1655: Christian, Markgraf von Brandenburg-Bayreuth
- 1662: William Backhouse, englischer Alchemist
- 1666: Michael Beer, österreichischer Architekt und Baumeister
- 1670: John Davenport, englischer Puritaner und Gründer von New Haven (Connecticut)
- 1675: José Antolínez, spanischer Maler
- 1695: Pierre Mignard, französischer Maler

### 18. Jahrhundert
- 1704: Emanuel Lebrecht, Fürst von Anhalt-Köthen
- 1714: Gottfried Arnold, deutscher Theologe
- 1718: Arnold van Keppel, 1. Earl of Albemarle, niederländischer Höfling und Offizier
- 1718: Bernard Nieuwentijt, niederländischer Philosoph und Mathematiker
- 1730: Arabella Churchill, Mätresse von Jakob II. von England
- 1731: Karl Friedrich Petzold, deutscher Schriftsteller und Pädagoge
- 1731: Violante Beatrix von Bayern, Gouverneurin von Siena
- 1740: Wilhelmine Charlotte Nüssler, Fürstin von Anhalt-Bernburg und Reichsgräfin von Ballenstedt
- 1744: Alexander Pope, britischer Dichter, Übersetzer und Schriftsteller
- 1749: Sophie Charlotte von Hessen-Kassel, Herzogin zu Mecklenburg
- 1750: Samuel König, Schweizer Mathematiker, Orientalist und pietistischer Theologe
- 1756: Christian Ludwig II., Herzog zu Mecklenburg-Schwerin
- 1756: Gottfried Heinrich Krohne, deutscher Architekt
- 1758: Christoph Timotheus Seidel, deutscher Theologe
- 1760: Johanna Elisabeth von Schleswig-Holstein-Gottorf, Fürstin und Regentin von Anhalt-Zerbst, Mutter der russischen Zarin Katharina II.
- 1770: François Boucher, Maler, Zeichner, Kupferstecher
- 1776: Ike no Taiga, japanischer Maler
- 1778: Juan de Balmaceda, spanischer Jurist, Kolonialverwalter und Gouverneur von Chile

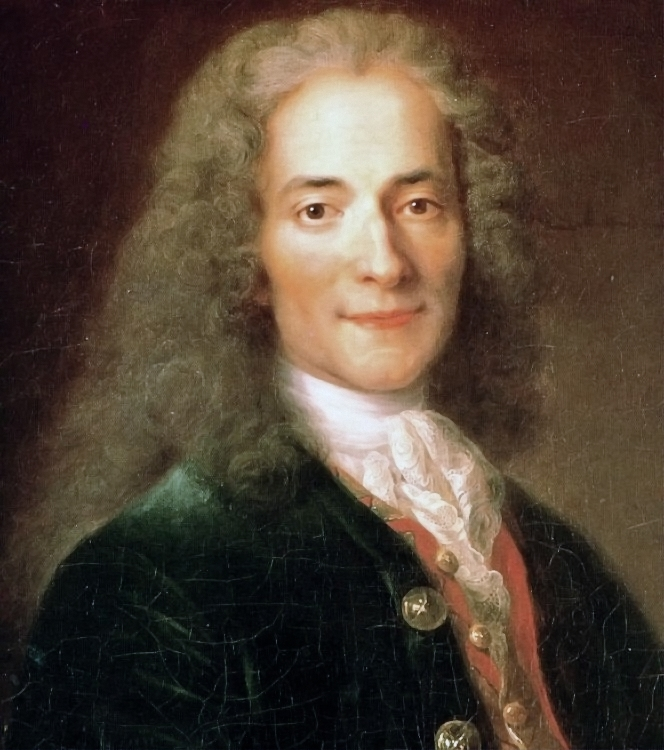
Voltaire († 1778)

- 1778: Voltaire (François-Marie Arouet), französischer Schriftsteller und Philosoph
- 1779: Johann Friedrich Hahn, deutscher Lyriker
- 1797: Johann Christian Lobe, deutscher Komponist und Musiktheoretiker
- 1798: Nikolaus Wilhelm Schröder deutscher Orientalist und Bibliothekar

### 19. Jahrhundert
- 1824: Alojzy Stolpe, polnischer Pianist, Musikpädagoge und Komponist
- 1826: André Coindre, französischer Priester und Ordensgründer
- 1827: Sebastian Carl Christoph Reinhardt, deutscher Landschaftsmaler
- 1828: Friedrich Georg Weitsch, deutscher Maler und Radierer
- 1829: Heinrich Ludwig von Hünecken, deutscher Offizier und Beamter
- 1829: Friedrich Jakob Koch, deutscher evangelischer Geistlicher
- 1830: Carl Albrecht Wilhelm von Auer, preußischer Offizier und Beamter
- 1831: Daniel Jelensperger, französischer Musikwissenschaftler
- 1832: Erdmann Traugott Reichel, Leipziger Kaufmann
- 1832: Johanna Dorothea Stock, deutsche Malerin, Zeichnerin und Kopistin
- 1833: Josef Slavík, tschechischer Violinist und Komponist
- 1835: Augusta Louise zu Stolberg-Stolberg, Brieffreundin und Muse von Johann Wolfgang von Goethe
- 1836: Christian Gottlieb Bruch, deutscher evangelischer Geistlicher
- 1837: Johann Gottlieb Lehmann, deutscher Pädagoge und Philologe
- 1838: Martin Anwander, österreichischer Orgelbauer
- 1839: Jean-Antoine Verdier, französischer General
- 1840: Mary Boyle, Countess of Cork and Orrery, britisch-irische Salonnière und Blaustrumpf
- 1845: Gottfried Baumann, deutscher Landwirt und Politiker
- 1846: Étienne Charles de Damas, französischer Chevalier, später Herzog von Damas-Crux
- 1848: Pietro Antonio Bossi, italienischer Orgelbauer
- 1850: Maximilian von Auersperg, österreichischer General der Kavallerie

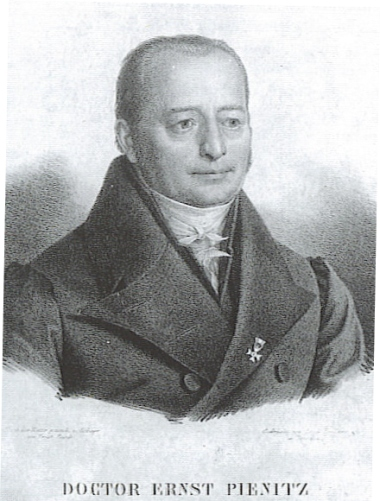
Ernst Gottlob Pienitz († 1853)

- 1853: Ernst Gottlob Pienitz, deutscher Mediziner und Psychiatrie-Reformer
- 1858: Ludwig Roth von Schreckenstein, preußischer Offizier, Kriegsminister
- 1861: Michail Dmitrijewitsch Gortschakow, russischer Feldmarschall
- 1867: Ramón Castilla, Staatspräsident von Peru
- 1869: Franz Xaver Rewitzer, deutscher Politiker und Revolutionär
- 1870: Charles Duncan Cameron, britischer Offizier und Konsul in Abessinien
- 1870: Gustave Vogt, französischer Oboist, Musikpädagoge und Komponist
- 1875: Johann Heinrich Tanner, Schweizer Politiker und Unternehmer
- 1876: Johann Albert Romedi, Schweizer Politiker
- 1885: Jakob Fürchtegott Dielmann, deutscher Maler
- 1885: Abdul Momin, Sultan von Brunei
- 1885: Paul de Noailles, französischer Staatsmann und Historiker
- 1887: Friedrich Wilhelm Wolff, deutscher Bildhauer (Tierdarstellungen)
- 1891: Henri Amat, französischer Politiker
- 1891: Wilhelmine von Dänemark, dänische Prinzessin und Herzogin von Glücksburg

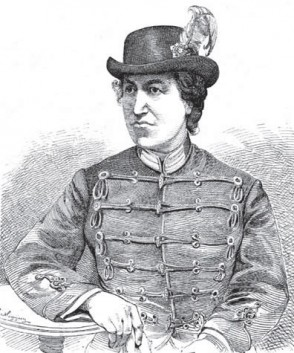
Mária Lebstück († 1892)

- 1892: Mária Lebstück, Freiheitskämpferin in Ungarn
- 1895: John F. Andrew, US-amerikanischer Politiker
- 1897: Maria Cälina von der Darstellung, französische Ordensfrau und Selige

### 20. Jahrhundert

#### 1901–1950
- 1901: Victor D’Hondt, belgischer Jurist
- 1904: Robert Aßmus, deutscher Landschaftsmaler und Illustrator
- 1905: Albert Ellmenreich, deutscher Schauspieler und Schriftsteller
- 1907: Ottomar Anschütz, deutscher Fotograf, Pionier der Fototechnik
- 1910: Albert Detto, deutscher Lehrer, MdR

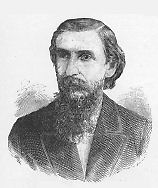
Milton Bradley († 1911)

- 1911: Milton Bradley, US-amerikanischer Zeichner, Lithograph, Patentanwalt, Erfinder und Spielehersteller
- 1912: Wilbur Wright, US-amerikanischer Flugpionier und Flugzeugbauer
- 1913: Samuel Adrianus Naber, niederländischer Altphilologe
- 1914: Alfred Agostinelli, französischer Mechaniker, Chauffeur und Sekretär
- 1916: Adolph Frank, deutscher Chemiker
- 1917: Bernhard Goldenberg, deutscher Manager
- 1918: Robert Warschauer junior, deutscher Privatbankier
- 1919: Roberto Chery, uruguayischer Fußballspieler
- 1919: Gustav Cleemann, deutsch-baltischer Pastor, evangelischer Bekenner
- 1920: Joseph Eduard Konrad Bischoff, deutscher Schriftsteller und katholischer Priester
- 1923: Camille Chevillard, französischer Komponist und Dirigent

Amélie Beaury-Saurel († 1924)

- 1924: Amélie Beaury-Saurel, französische Malerin mit spanischer Herkunft
- 1924: Heinrich Messikommer, Schweizer Auktionator, Kunst- und Antiquitätenhändler
- 1925: Arthur Moeller van den Bruck, deutscher Kulturhistoriker und Schriftsteller
- 1927: Vincenzo Cerulli, italienischer Astronom
- 1927: Arnold Niggli, Schweizerischer Musikhistoriker und -kritiker
- 1932: Wilhelm Fischer, österreichischer Schriftsteller
- 1932: Ioan Ghyka Cantacuzene, rumänischer Adeliger, Flieger und Automobilrennfahrer

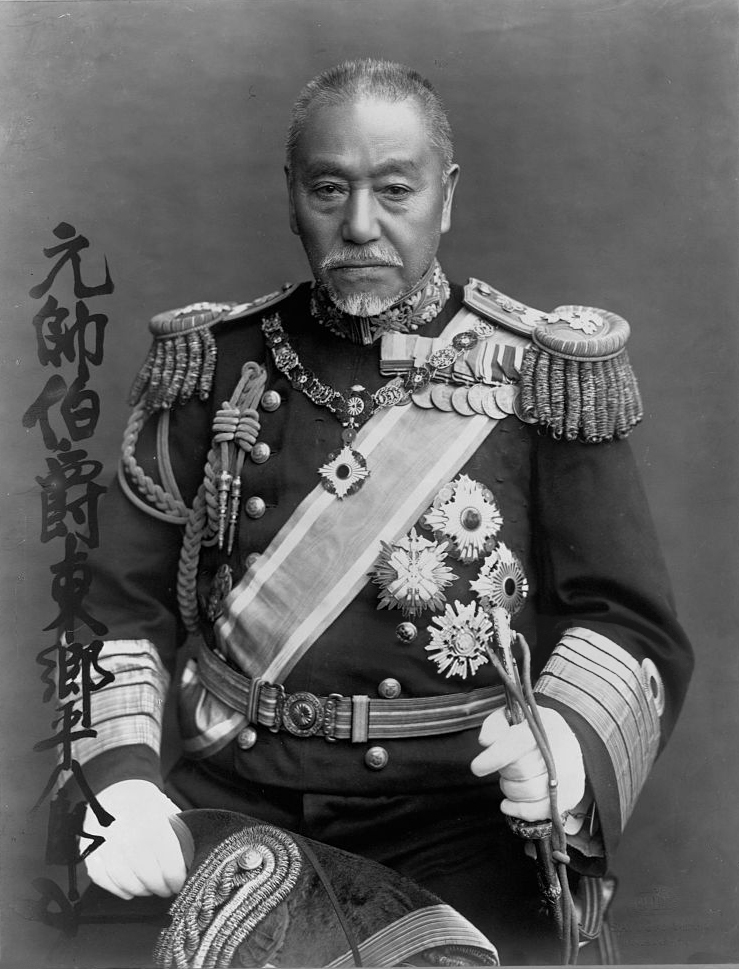
Tōgō Heihachirō († 1934)

- 1934: Tōgō Heihachirō, japanischer Admiral
- 1935: Leberecht Migge, deutscher Landschaftsarchitekt
- 1938: Raden Soetomo, indonesischer Arzt
- 1940: Marie Arnsburg, österreichische Malerin
- 1940: Otto Neururer, deutscher Pfarrer
- 1941: Prajadhipok, König von Siam
- 1941: Johanna Naber, niederländische Feministin
- 1943: Elisabet Boehm, Begründerin der Landfrauenbewegung
- 1944: Bruno Granichstaedten, österreichischer Komponist
- 1944: Frédéric Pelletier, kanadischer Musikkritiker, Chorleiter und Komponist
- 1948: Matthias Ehrenfried, deutscher Priester, Bischof von Würzburg, „Widerstandsbischof“ gegen das NS-Regime
- 1949: Franz von Rintelen, deutscher Offizier und Spion

#### 1951–2000
- 1951: Stepan Njaga, moldauischer Komponist

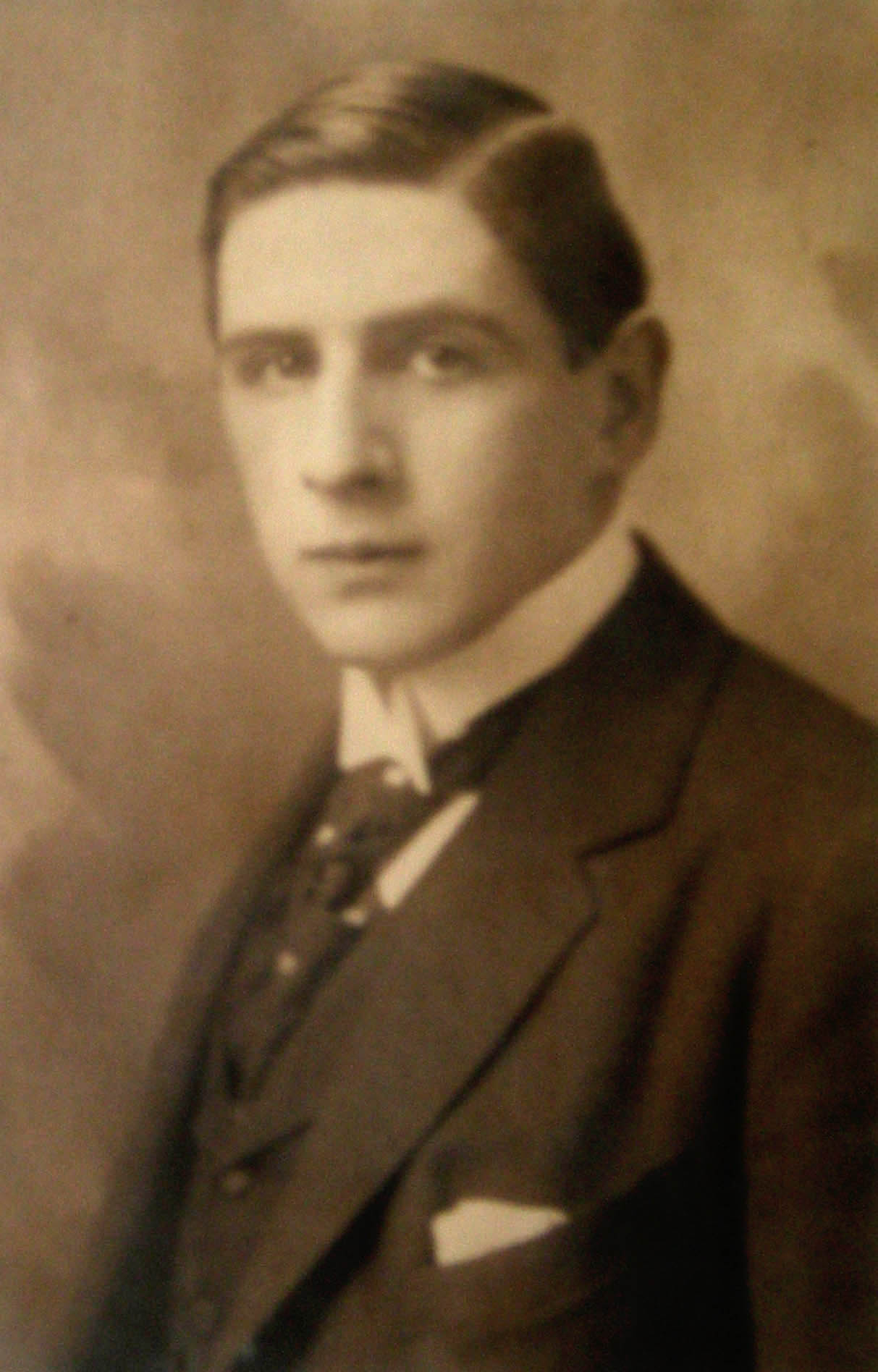
Hermann Broch († 1951)

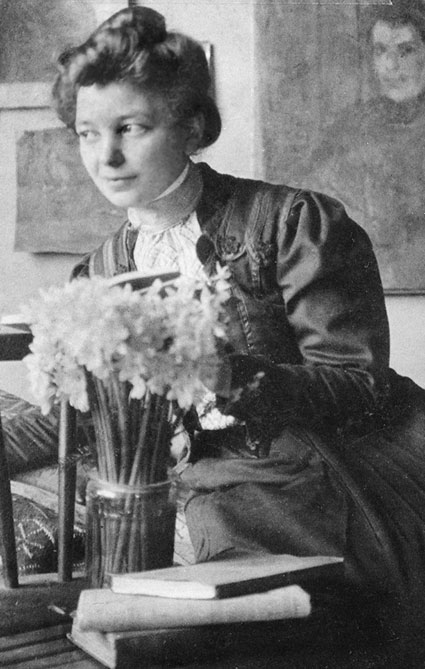
Gertraud Rostosky († 1959)

- 1951: Hermann Broch, österreichischer Schriftsteller
- 1951: Dimitrios Levidis, griechischer Komponist
- 1951: Wichard von Bredow, deutscher Verwaltungsbeamter und Kommunalpolitiker
- 1953: Carl Scarborough, US-amerikanischer Automobilrennfahrer
- 1953: Pieter Cornelis Tobias van der Hoeven, niederländischer Gynäkologe
- 1954: August Steiger, Schweizer Lehrer und Sprachpfleger
- 1955: Bill Vukovich, US-amerikanischer Automobilrennfahrer
- 1955: Hermann Aumer, deutscher Politiker, MdB
- 1956: Tadeusz Wilczak, polnischer Dirigent
- 1959: Gertraud Rostosky, deutsche Malerin
- 1960: Boris Leonidowitsch Pasternak, russischer Dichter und Schriftsteller (Doktor Schiwago), Nobelpreisträger
- 1961: Werner Richard Heymann, deutscher Film- und Theaterkomponist
- 1961: Rafael Leónidas Trujillo Molina, dominikanischer Staatspräsident
- 1962: Ludwig Arnold, deutscher Politiker und Parteifunktionär
- 1962: Hermann Baden, Präsident des Verbandes Jüdischer Gemeinden in der DDR
- 1964: Leó Szilárd, ungarisch-deutsch-US-amerikanischer Physiker und Molekularbiologe
- 1965: Louis Hjelmslev, dänischer Sprachwissenschaftler

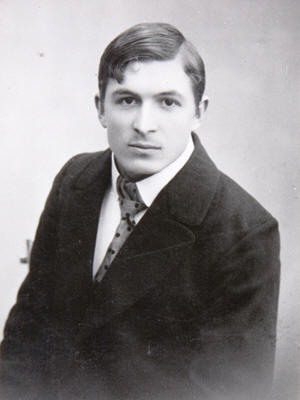
Wäinö Aaltonen († 1966)

- 1966: Wäinö Aaltonen, finnischer Bildhauer
- 1967: Claude Rains, britischer Schauspieler
- 1968: Martin Noth, deutscher Theologe
- 1968: Achmet Kuanowitsch Schubanow, kasachischer Komponist
- 1968: Ludwig Schuster, deutscher Violinist, Violist und Hochschullehrer
- 1970: Heinz Ludwig, deutscher Maler, Graphiker und Comiczeichner
- 1971: Marcel Dupré, französischer Komponist und Organist
- 1975: Steve Prefontaine, US-amerikanischer Langstreckenläufer
- 1975: Michel Simon, französischer Schauspieler
- 1976: Elmer George, US-amerikanischer Automobilrennfahrer
- 1977: Marinus Adam, niederländischer Klarinettist, Geiger, Dirigent und Komponist
- 1977: Claire Goll, deutsch-französische Journalistin
- 1977: Paul Desmond, US-amerikanischer Musiker
- 1981: Don Ashby, kanadischer Eishockeyspieler
- 1981: Sven Andersson, schwedischer Fußballspieler und -trainer
- 1982: Albert Norden, deutscher Journalist und Politiker, Mitglied des Politbüros des ZK der SED, Abgeordneter der Volkskammer
- 1984: Walter Smetak, Schweizer Komponist
- 1985: Olga Nikolajewna Anstej, russische Schriftstellerin, Lyrikerin und Übersetzerin
- 1986: Boy Gobert, deutsch-österreichischer Theater- und Filmschauspieler
- 1986: James Rainwater, US-amerikanischer Physiker, Nobelpreisträger
- 1986: Luis G. Roldán, mexikanischer Sänger
- 1989: Claude Pepper, US-amerikanischer Jurist und Politiker, Senator, Mitglied des Repräsentantenhauses

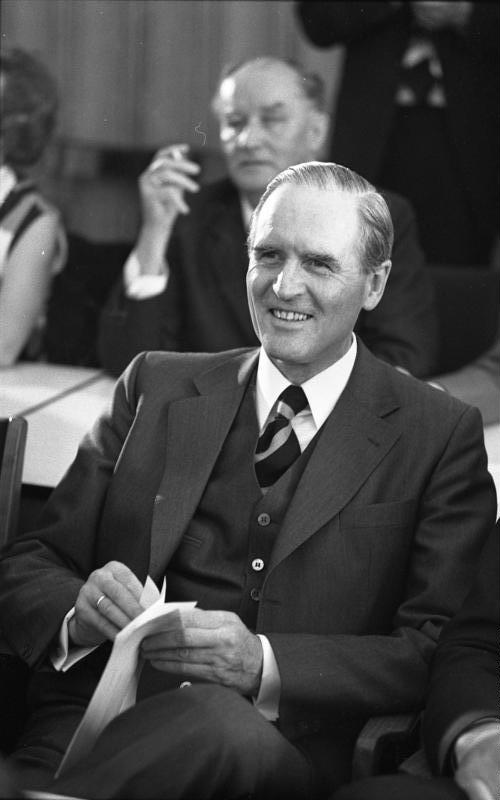
Karl Carstens († 1992)

- 1992: Karl Carstens, deutscher Politiker, MdB, Bundestagspräsident, Bundespräsident
- 1992: James Lamy, US-amerikanischer Bobfahrer
- 1992: Inoue Mitsuharu, japanischer Schriftsteller
- 1992: Karl-Erik Welin, schwedischer Pianist, Organist und Komponist
- 1992: Antoni Zygmund, US-amerikanischer Mathematiker
- 1993: Asō Takeharu, japanischer Bergsteiger, Nordischer Skisportler und Leichtathlet
- 1993: Sun Ra, US-amerikanischer Jazzkomponist und -musiker
- 1994: Juan Carlos Onetti, uruguayischer Schriftsteller
- 1994: Ruth Wenger, Schweizer Konzertsängerin
- 1994: Elisabeth Wetzel, deutsche Widerstandskämpferin gegen den Nationalsozialismus
- 1994: Gottfried Kramer, deutscher Schauspieler, Synchron- und Hörspielsprecher
- 1996: Léon-Étienne Duval, französischer Geistlicher, Erzbischof von Algier
- 1996: Simone Guillissen-Hoa, belgische Architektin
- 1996: John Kahn, US-amerikanischer Bassist
- 1997: West Arkeen, US-amerikanischer Musiker
- 1997: Béla Barényi, österreichisch-deutscher Automobil-Konstrukteur, Mitbegründer der passiven Sicherheit im Automobilbau
- 1998: Klaus Hashagen, deutscher Komponist
- 1998: Greta Kraus, kanadische Pianistin, Cembalistin und Musikpädagogin
- 1999: Sanja Milenković, ziviles Opfer eines NATO-Bombenangriffs während des Kosovo-Krieges
- 2000: Jürgen von Woyski, deutscher Bildhauer und Maler

### 21. Jahrhundert
- 2002: Walter Laird, britischer Tänzer
- 2003: Mickie Most, englischer Produzent, Schallplattenlabel-Inhaber und Musikverleger
- 2003: Günter Pfitzmann, deutscher Kabarettist und Schauspieler
- 2004: Luciano Minguzzi, italienischer Bildhauer
- 2005: Takanohana Kenshi, japanischer Sumoringer
- 2005: Tomasz Pacyński, polnischer Autor
- 2006: Boštjan Hladnik, slowenischer Filmregisseur
- 2006: Shōhei Imamura, japanischer Regisseur, Drehbuchautor und Schauspieler

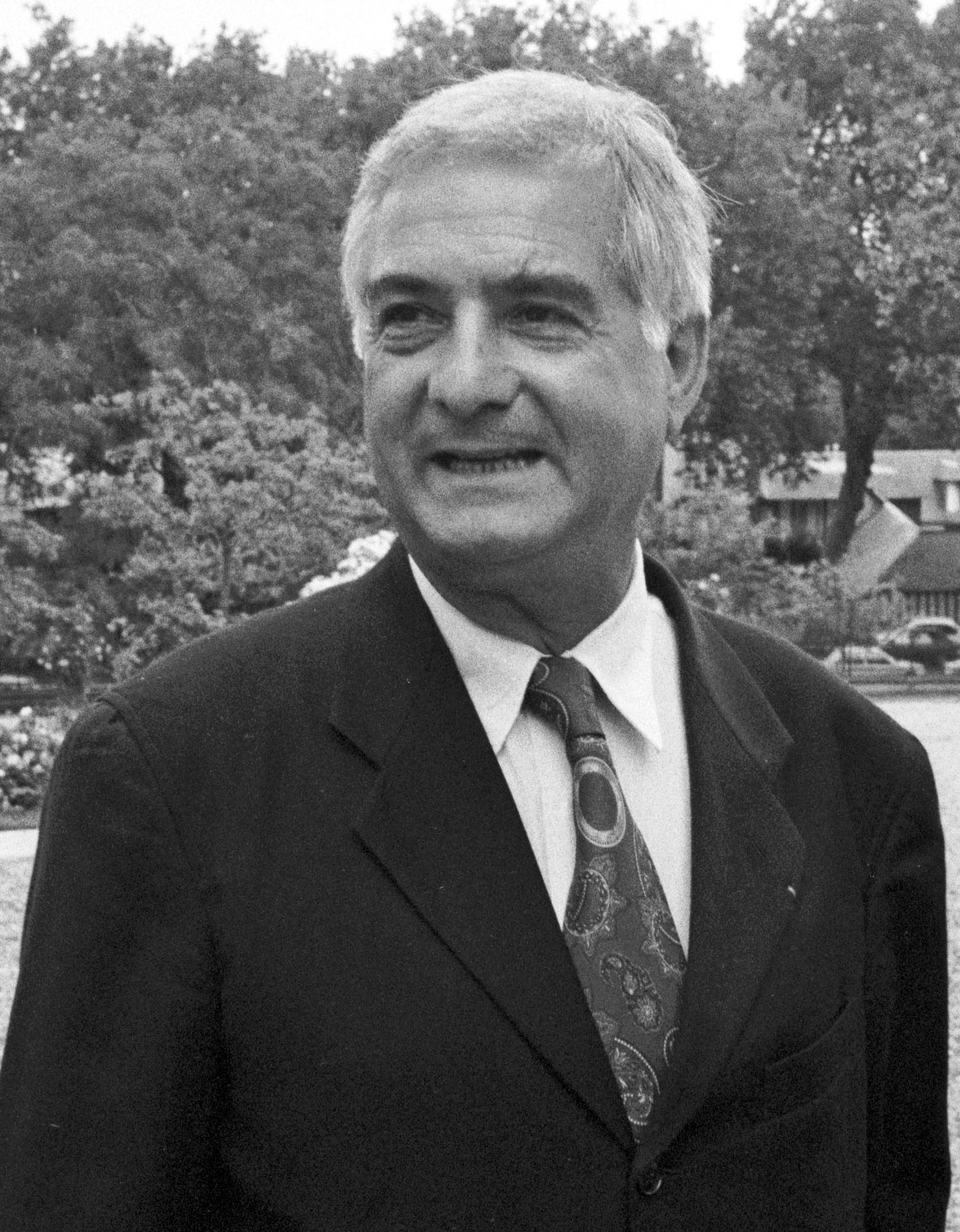
Jean-Claude Brialy († 2007)

- 2007: Jean-Claude Brialy, französischer Schauspieler und Regisseur
- 2007: Mark Harris, US-amerikanischer Schriftsteller
- 2007: Werner Schley, Schweizer Fußballspieler
- 2008: Gert Haucke, deutscher Schauspieler und Schriftsteller
- 2008: Boris Anfijanowitsch Schachlin, sowjetischer Turner
- 2009: Dschafar an-Numairi, sudanesischer Politiker, Premierminister, Staatspräsident
- 2009: Luís Cabral, guinea-bissauischer Politiker, Staatspräsident
- 2009: Günter Glaser, deutscher Schauspieler
- 2009: Ephraim Katzir, israelischer Naturwissenschaftler und Politiker
- 2009: Michael Müller, deutscher Liedermacher
- 2010: Radoslav Zapletal, tschechischer Geiger und Komponist
- 2011: Henri Chammartin, Schweizer Dressurreiter
- 2011: Tillmann Uhrmacher, deutscher Musikproduzent
- 2012: Heinz Eckner, deutscher Schauspieler
- 2012: Andrew Fielding Huxley, britischer Biophysiker und Physiologe
- 2013: Michael Baillie, 3. Baron Burton, britischer Peer und Politiker
- 2013: Andrew Greeley, US-amerikanischer Schriftsteller, Soziologe und Priester
- 2013: Radu Paladi, rumänischer Komponist, Pianist und Dirigent
- 2014: Henning Carlsen, dänischer Filmregisseur, Filmproduzent, Drehbuchautor und Filmeditor
- 2014: Hanna Maron, israelische Schauspielerin
- 2015: Beau Biden, US-amerikanischer Jurist und Politiker, Attorney General von Delaware

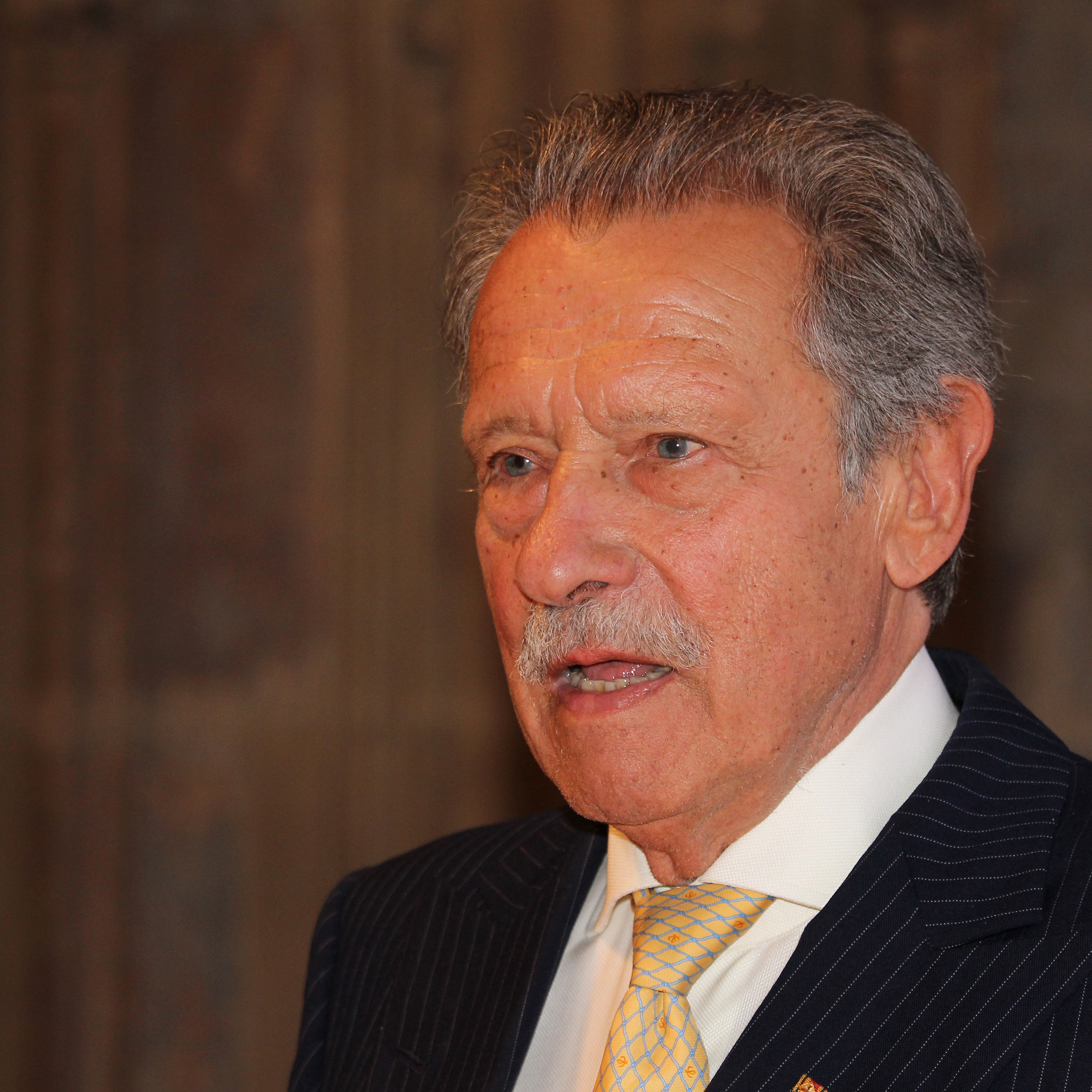
Alfred Neven DuMont († 2015)

- 2015: Alfred Neven DuMont, deutscher Verleger
- 2016: Tom Lysiak, kanadischer Eishockeyspieler
- 2016: Ellen Niit, estnische Schriftstellerin
- 2017: Harro von Hirschheydt, deutsch-baltischer Verleger und Buchhändler
- 2017: Molly Peters, britische Schauspielerin
- 2017ː Elena Verdugo, US-amerikanische Schauspielerin
- 2018: Walter Habersatter, österreichischer Skispringer und Skisprungtrainer
- 2018: Herbert Scherer, deutscher Philologe
- 2019: Thad Cochran, US-amerikanischer Politiker, Mitglied des Repräsentantenhauses, Senator
- 2019: Frank Lucas, US-amerikanischer Gangsterboss und Drogenhändler
- 2021: Jason Dupasquier, Schweizer Motorradrennfahrer
- 2021: Claude Landini, Schweizer Basketballspieler
- 2021: Rick Mitchell, australischer Sprinter
- 2021: Parminder Singh Saini, kenianischer Hockeyspieler
- 2021: George Tintor, kanadischer Ruderer
- 2022: Friedrich Christian Delius, deutscher Schriftsteller
- 2022: Karl-Heinz Ferschl, deutscher Fußballspieler
- 2022: Boris Pahor, italo-slowenischer Schriftsteller
- 2023: Raisa O’Farrill, kubanische Volleyballspielerin
- 2023: Rut Rohrandt, deutsche Theologin
- 2024: Anastassija Jurjewna Saworotnjuk, russische Schauspielerin
- 2025: Jang Yun-chang, südkoreanischer Volleyballspieler

## Feier- und Gedenktage
- Kirchliche Gedenktage
  - Hl. Jeanne d’Arc, französische Militär, Märtyrerin und Schutzpatronin (anglikanisch, katholisch)
  - Gottfried Arnold, deutscher Pfarrer (evangelisch)
  - Sel. Carlo Liviero, italienischer Bischof (katholisch)
- Namenstage
  - Ferdinand, Jennifer, Johanna
- Staatliche Feier- und Gedenktage
  - Kroatien: Staatsfeiertag

Weitere Einträge enthält die Liste von Gedenk- und Aktionstagen.